# Lexus LS
Lexus LS (яп. レクサス・LS) — полноразмерный седан представительского класса, выпускаемый с 1989 года в качестве флагманской модели Lexus, подразделения компании Toyota. На все модели LS устанавливались двигатели конфигурации V8, с приводом на задние колёса либо полным приводом, а также существуют гибридные варианты и модели с длинной колесной базой.
Первое поколение модели LS 400, разработанное компанией Lexus, было представлено в январе 1989 года, второе поколение — в ноябре 1994 года, модель третьего поколения LS 430 появилась в январе 2000 года. Версия LS 400 и LS 430 для внутреннего японского рынка, названная Toyota Celsior (яп. トヨタ・セルシオ, Тойота Цельсиор), продавалась в Японии до начала продаж под маркой Lexus в 2006 году. В 2006 году была представлена модель LS 460 четвёртого поколения, ставшая первым серийным автомобилем с восьми-ступенчатой автоматической трансмиссией. В 2007 году на седан LS 600h/LS 600h L стал устанавливаться также гибридная установка с V8.
Разработка модели началась в 1983 году как проект секретного флагманского седана под кодовым названием F1. В процессе длительного пятилетнего процесса проектирования представительского седана было затрачено свыше одного миллиарда долларов. Автомобиль изначально, как и само подразделение Lexus, задумывался как ориентированный на экспортные рынки. Запуск LS 400 был очень ответственен, так как одновременно с ним зарождалась и сама марка Lexus.
С начала производства, автомобили каждого поколения Lexus LS выпускались на одном заводе в японском городе Тахара. Название LS расшифровывается как «Роскошный седан» (англ. Luxury Sedan). Некоторые импортеры Lexus использовали бэкроним «Luxury Saloon», означавший то же самое.

## Первое поколение (XF10)

### 1989—1992
В августе 1983 года Ёидзи Тоёда, председатель совета Toyota, инициировал проект F1 (Флагман номер один (англ. Flagship No. 1); который в качестве альтернативы назывался «Circle-F»), закрытый проект, направленный на создание представительского седана для международного рынка. Работа над F1 не имела конкретного бюджета или ограничения времени, в результате чего автомобиль не использовал уже существующие платформы или детали автомобилей Toyota. Наоборот, главный инженер Итиро Судзуки разрабатывал полностью новый дизайн, стремясь превзойти конкурентов среди американских и европейских флагманских седанов в конкретных целевых областях, в том числе по аэродинамике, шумоизоляции, максимальной скорости и эффективности использования топлива. В разработке проекта участвовало 60 дизайнеров и 1400 инженеров, разделенных на 24 группы, 2300 техников и более 200 работников, построивших около 450 опытных образцов флагмана и 900 прототипов двигателя прошедших 2,7 миллиона километров испытаний по зимним европейским дорогам, в пустынях Аризоны, Австралии и Саудовской Аравии, на скоростных шоссе и дорогах США.

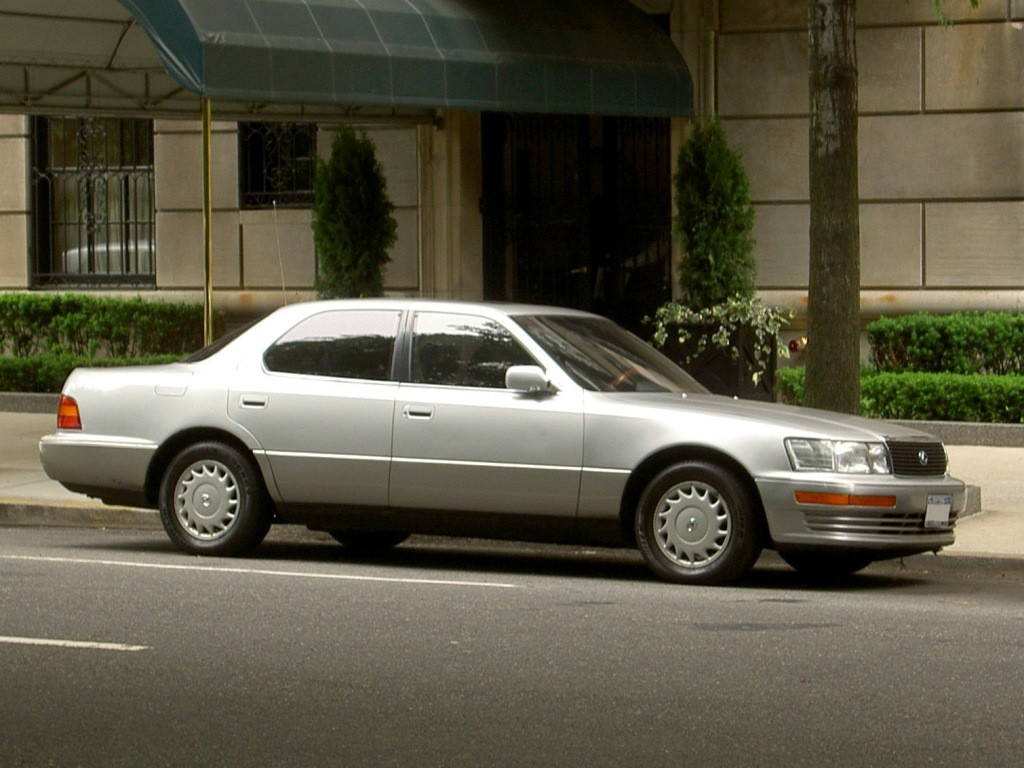
Lexus LS 400 (фото 2007, Нью-Йорк)

В мае 1985 года дизайнеры начали работу над проектом F1. К концу года были представлены первые внешне проработанные модели с дизайном спортивного автомобиля, низким расположением капота и узким передним профилем. В 1986 году седан получил трёхобъёмный кузов с вертикальными стойками, более заметную решётку радиатора, а также двухцветный кузов. Масштабное моделирование и испытания в аэродинамической трубе показали низкий коэффициент аэродинамического сопротивления для обычного серийного автомобиля того времени (Cd 0,29). Для салона выбор материалов среди 24 различных видов дерева и нескольких видов кожи происходил в течение двух лет, прежде чем было решено остановиться на конкретной комбинации отделки. К 1986 году, была создана марка Lexus для поддержки запуска флагманского седана, названного Lexus LS. Впоследствии, более одного миллиарда долларов было затрачено на доработку готового для производства Lexus LS 400 (код шасси UCF10).

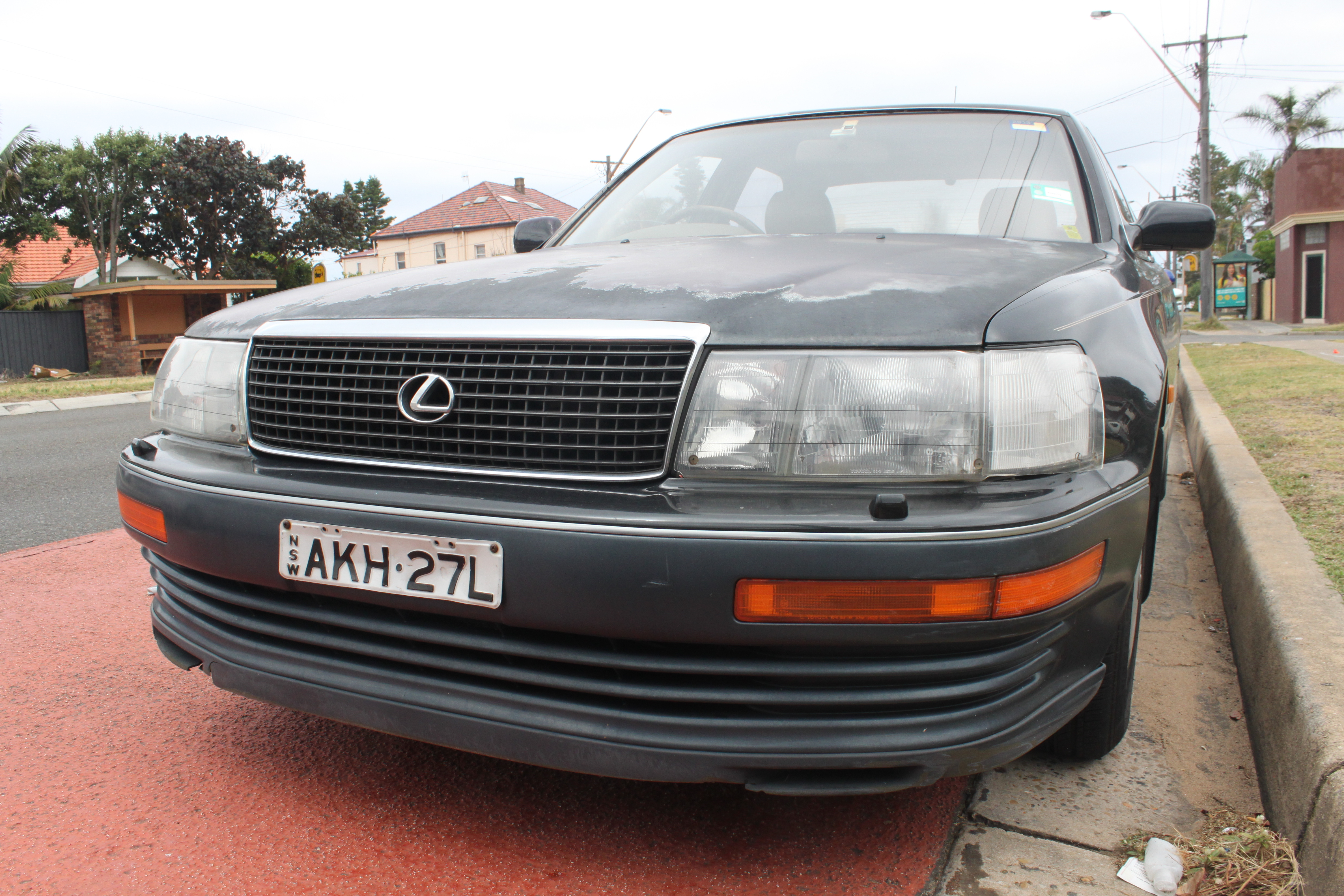
Седан Lexus LS 400 (UCF10R, 1992, Австралия)

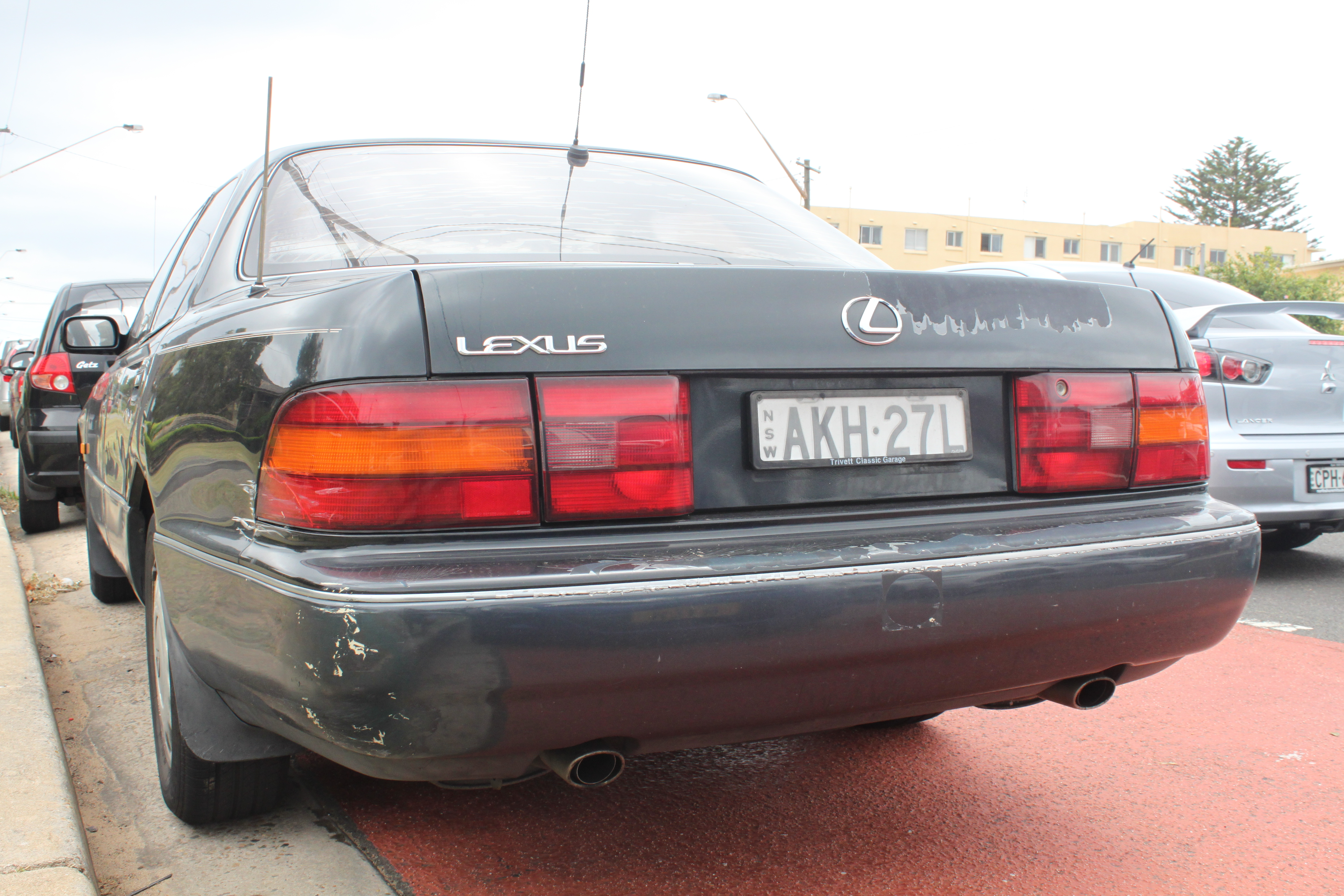
Вид сзади

Первые автомобили нового бренда Lexus были представлены общественности в январе 1989 года на Международном автосалоне в Детройте. Изначально модельный ряд состоял из среднеразмерного переднеприводного седана ES250 (создан на базе Toyota Camry) и флагмана — LS400. Представительский заднеприводный седан, подготовленный в качестве конкурента для BMW E32 и Mercedes W126, вобрал в себя самые передовые решения от концерна Toyota — начиная с силового агрегата и заканчивая элементами комфорта. Новый 4-литровый 32-клапанный алюминиевый двигатель 1UZ-FE конфигурации V8 выдавал мощность в 250 л. с. (190 кВт) и крутящий момент 353 Нм. Трансмиссия — четырёхступенчатый автомат с электронным управлением ECT-i. Шасси использовало независимую, двухрычажную подвеску, либо пассивную систему пневмоподвески как опцию. Всё это позволяло седану разгоняться до 100 км/ч за 8,5 секунд, максимальная скорость составила 250 км/ч. По сравнению с конкурентами, BMW 735i (E32) и Mercedes-Benz 420 SE (W126), Лексус имел шумоизолированный салон, с уровнем шума в 58 дБ при движении со скоростью 100 км/ч, более высокую максимальную скорость, более низкий коэффициент аэродинамического сопротивления и массу, а также не облагался американским налогом на излишний расход топлива. С появлением в 1989 году, он сразу стал автомобилем года в Японии. В сентябре 1989 года начались продажи Lexus в США, а следом, и небольшими партиями в Австралии, Канаде и Великобритании.
LS 400 был одним из первых представительских седанов с гидроусилителем руля, водительской подушкой безопасности, электроприводом всех стеклоподъёмников и электрорегулировкой зеркал, а также их обогревом. Пятиместный пассажирский салон имеет деревянную и кожаную отделку, электрорегулируемые сидения и сенсорные кнопки управления. Подсветка электролюминесцентным датчиком даёт голографический визуальный эффект, с индикаторами, проецируемыми на панели приборов. В памяти системы хранятся положения сиденья водителя, боковых зеркал, руля и необходимой длины ремня безопасности. Дополнительные опции включают стереосистему Nakamichi и встроенный сотовый телефон с функцией громкой связи.

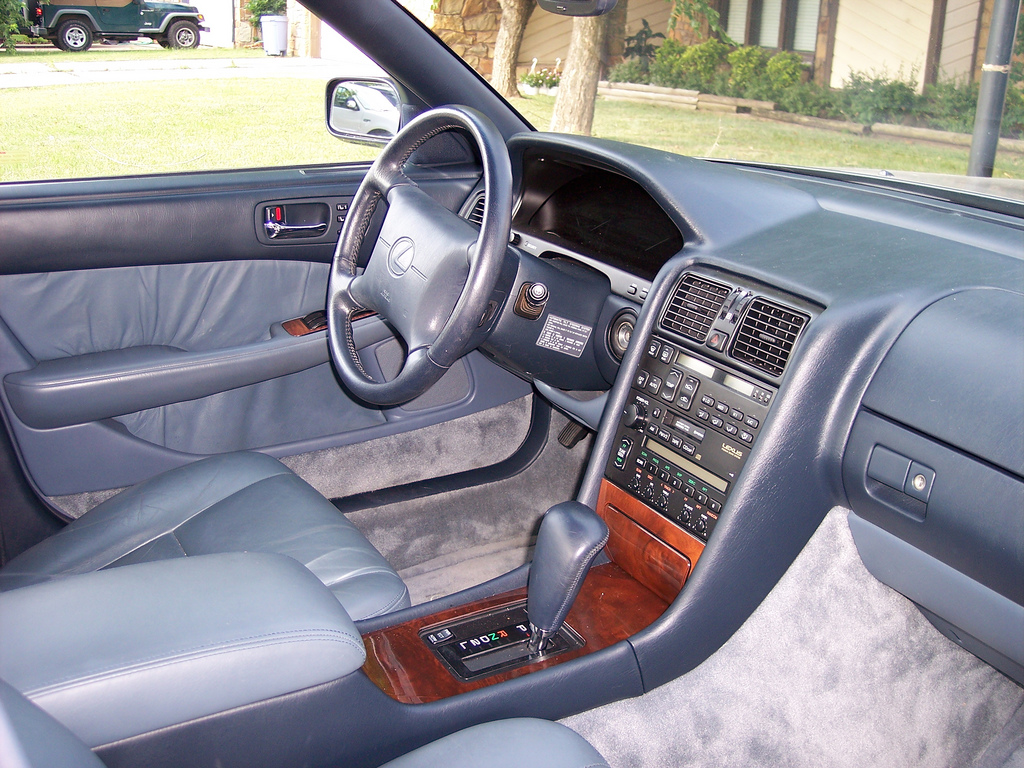
Интерьер первого поколения LS 400 (UCF10)

В Японии запуск Lexus осложнялся существующими четырьмя внутренними дилерскими сетями Toyota на момент его появления. Представительские Toyota Crown и Toyota Century продавались через Toyota Store. С развитием LS 400, запросы версии на внутреннем японском рынке росли, и вскоре после успеха LS 400 в США, в Японии появилась праворульная версия, Toyota Celsior, доступная с 9 октября 1989 года только через дилерскую сеть Toyopet Store. Celsior был во многом идентичен LS. Crown и Crown Majesta, которые появились позже, в 1991 году, были доступны через сеть Toyota Store. Интересно, что Celsior, получивший электронную модулируемую пневмоподвеску, названную Piezo TEMS, опередил Mercedes-Benz, у которого аналогичная система впервые появилась на Mercedes-Benz W220 1999 года (подвеска Airmatic).
Дополнительным преимуществом стала базовая цена в 35 000 долларов, что было меньше стоимости автомобилей-конкурентов на тысячи долларов, и в связи с чем было предъявлено обвинение в демпинге от конкурента BMW.
В декабре 1989 года, вскоре после запуска LS 400, Lexus заявил о добровольном отзыве 8000 автомобилей, проданных до этого времени, основываясь на двух жалобах клиентов о неисправной электропроводке и перегрева стоп-сигнала. Все автомобили были обслужены в течение 20 дней, и этот инцидент способствовал созданию репутации обслуживания клиентов Lexus. К 1990 году в США продажи LS 400 превысили число продаж среди моделей конкурентов Mercedes-Benz, BMW и Jaguar. В 1992 году цена в США выросла на 11 % и составила 42 600 долларов. Число выпущенных автомобилей первого поколения LS 400 составило более 165 000 единиц. Годы спустя после появления, LS 400 остаются надёжным выбором среди подержанных автомобилей, и на 2007 год эти автомобили уверенно входят в список рекомендуемых для приобретения с пробегом в 320 000 км и более при их правильной эксплуатации.

### 1993—1994

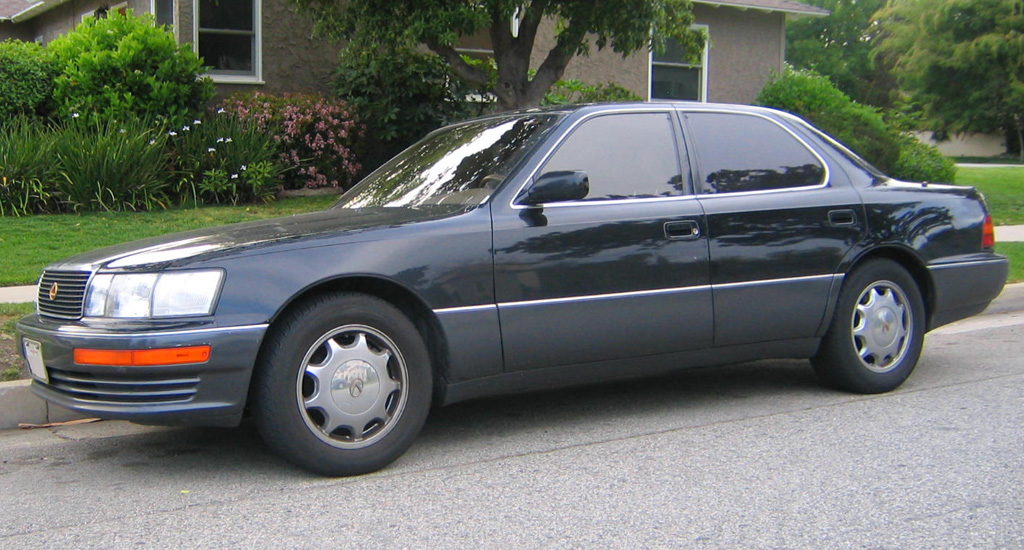
Lexus LS 400 (UCF11, 1992—1994)

В сентябре 1992 года в продажу поступили обновленные LS 400, как модель 1993 года (разработана в 1991 году), получившие более 50 изменений, в основном в ответ на запросы клиентов у дилера. Автомобиль получил большие дисковые тормоза, колёса и шины, доработанную подвеску и систему рулевого управления с усилителем. Стилистические изменения включают дополнительные боковые молдинги и изменённую решётку радиатора, а также большой выбор цветов кузова. В салоне вошли в стандарт передние подушки безопасности пассажира (это были первые серийные автомобили производства Toyota с передними подушками безопасности для пассажира), внешний датчик температуры, цифровой одометр, преднатяжители ремней безопасности. В 1992 году Celsior, впервые в мире, получил систему навигации GPS с голосовыми инструкциями, поставляемые Aisin. К 1994 году базовая стоимость LS 400 превысила сумму в 50 000 долларов, и эта сумма неуклонно росла начиная с момента его появления. Потребительский спрос на автомобиль и изменение валютных курсов способствовали увеличению стоимости. Для увеличения интереса к модели, Lexus выпустил юбилейную серию 5th Anniversaly Edition. Рост популярности LS на международном уровне является активом для Toyota, так как Япония вступила в экономическую рецессию в 1991 году, позднее названную японским финансовым пузырем или «экономикой пузыря». Производство первого поколения LS закончилось в сентябре 1994 года, с последующим появлением в октябре модели второго поколения.

## Второе поколение (XF20)

### 1994—1997
Lexus LS 400 (UCF20) во втором поколении дебютировал в ноябре 1994 года (1995 модельный год) с длинной колёсной базой и базовой моделью в малой комплектации. Публике автомобиль был представлен в Военном мемориальном оперном театре в Сан-Франциско, Калифорния. Седан оснащался доработанным 4-литровым 1UZ-FE двигателем V8, мощностью 260 л. с. (194 кВт) и крутящим моментом 366 Нм. Внутри LS 400 на 90 % был обновлён или переработан, с увеличенной шумоизоляцией, усиленной конструкцией кузова, доработанной подвеской (первые LS/Celsior имели адаптивную компьютеризированную пневмоподвеску Skyhook), и улучшенными тормозами. Новая модель была на 95 кг легче предшественника, что немного улучшило расход топлива. Разгон до 100 км/ч занимал 7,5 секунд.

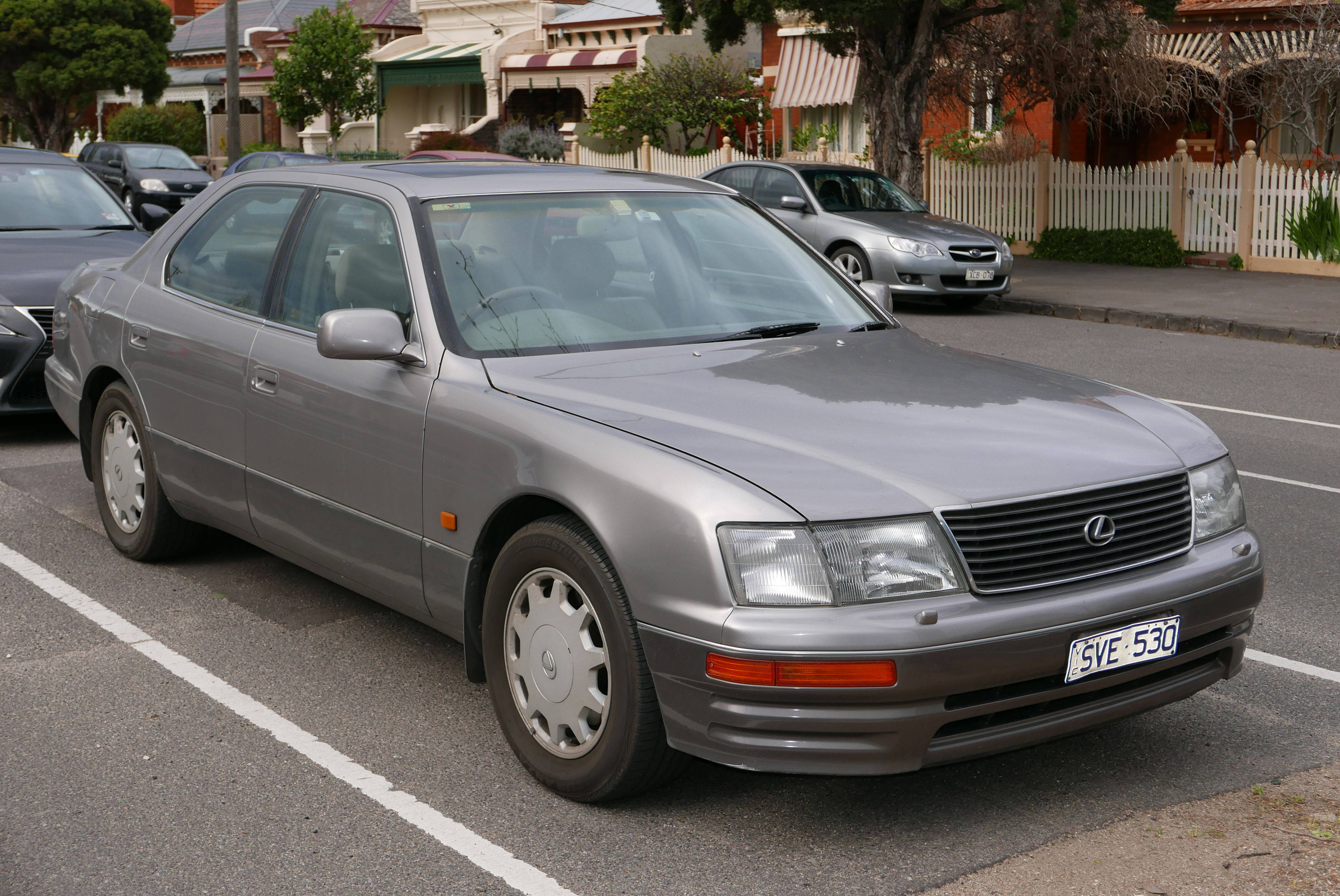
Lexus LS 400 (1995, Австралия)

Разработка второго поколения LS 400 началась после глобального запуска первого поколения. Учитывая успех модели первого поколения и удовлетворённость клиентов дизайном, один из главных инженеров, Казуо Окамото говорил, что «традиция не может появиться в случае отсутствия популярности первого поколения». Внешне, наиболее значительным изменением стало увеличение колёсной базы на 36 мм, в результате чего внутреннее пространство увеличилось на 66 мм в месте для ног пассажиров заднего ряда. Однако, так как общая длина осталась прежней, объём багажника был немного уменьшен. Более аэродинамичный кузов (Cd 0.28) сохранил общий профиль и контуры оригинального LS 400.

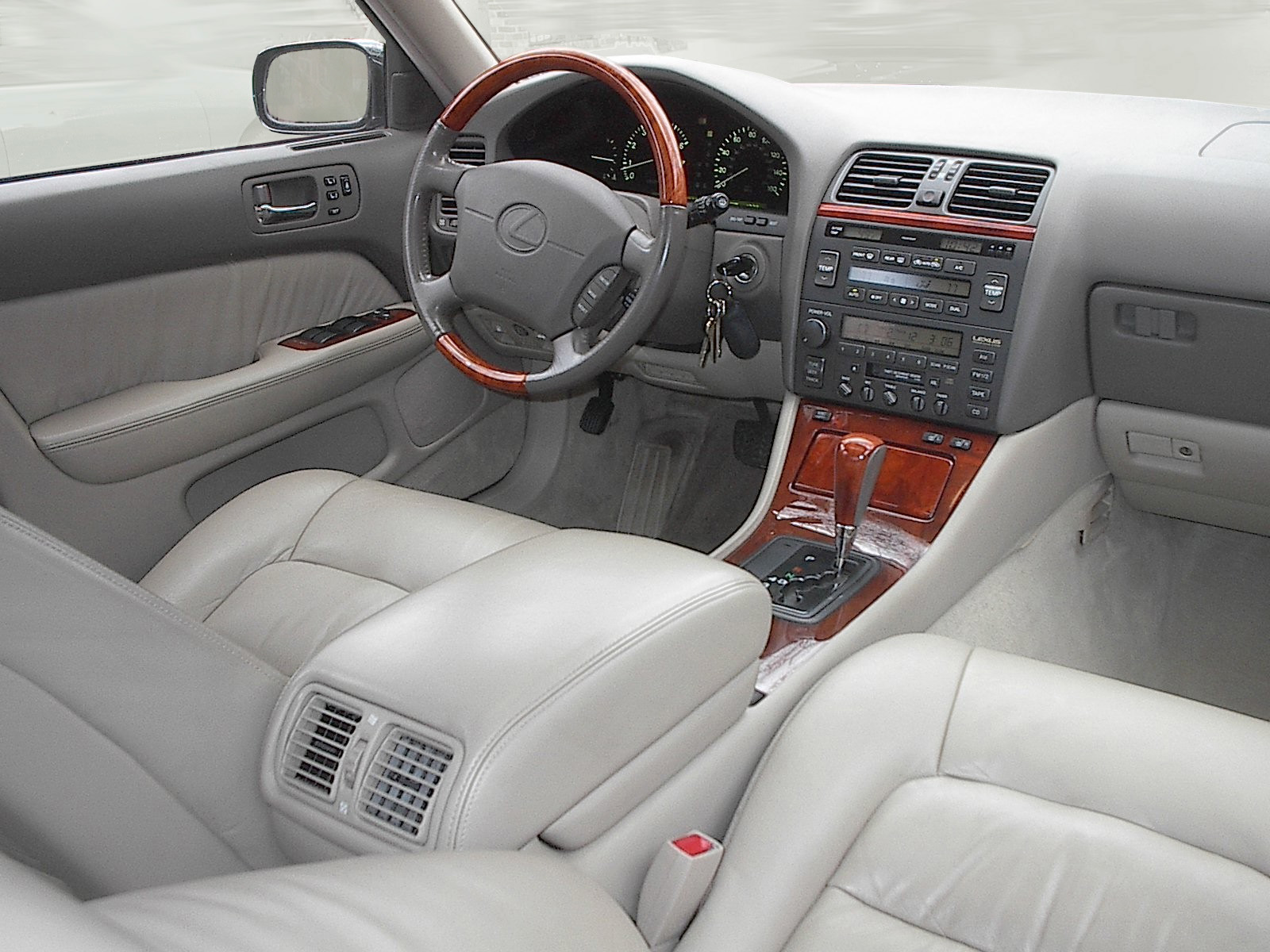
Интерьер LS 400 второго поколения (UCF20)

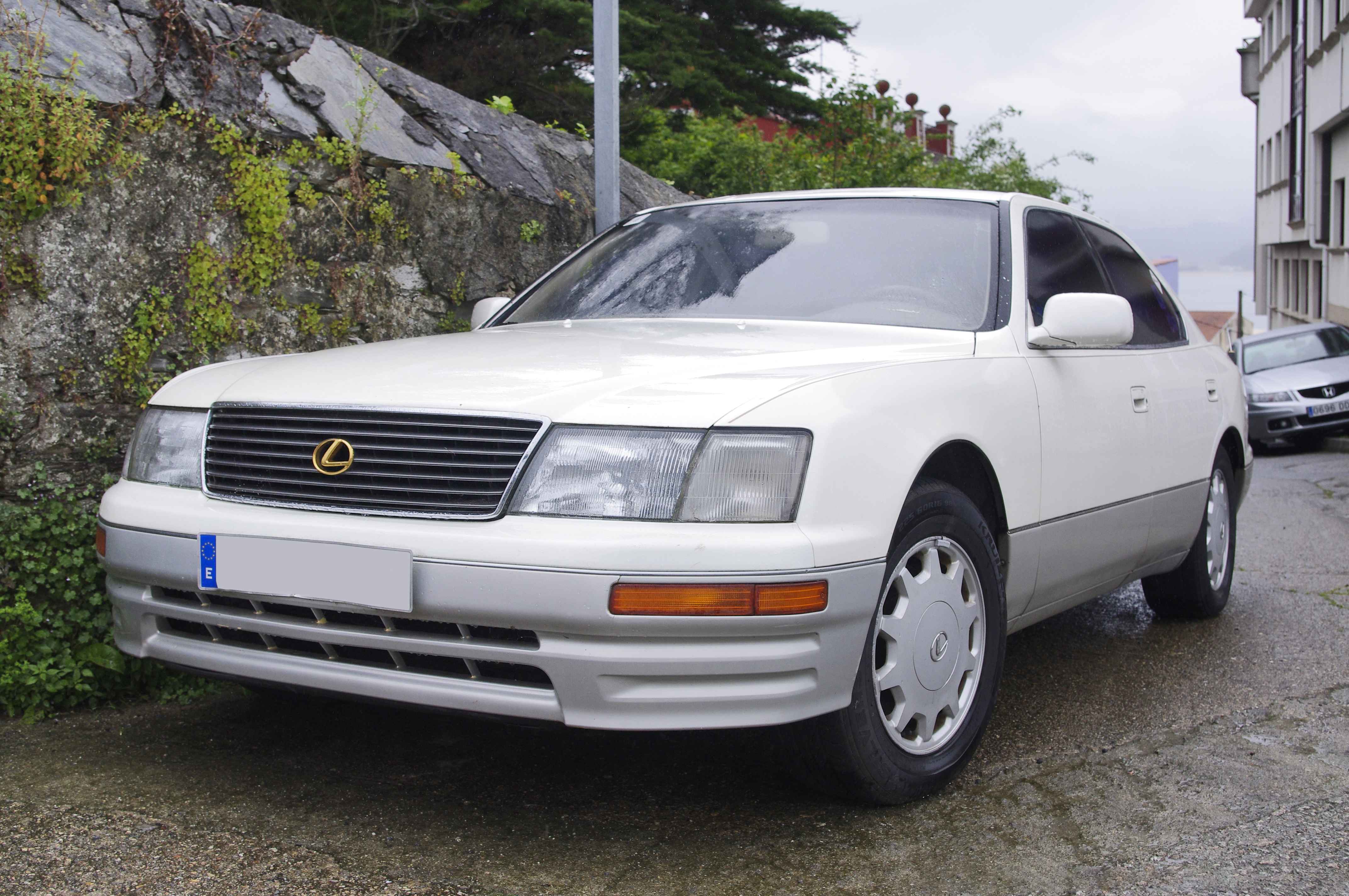
LS 400 с золотым шильдиком (Испания)

На момент своего дебюта в США, рестайлинговый LS 400 сохранил ценовое преимущество перед европейскими конкурентами на своём крупнейшем рынке, начав с базовой цены в 51 000 долларов. Для продвижения своего нового флагмана, Lexus начал рекламную кампанию в 50 миллионов долларов, самую дорогую маркетинговую кампанию с момента запуска подразделения. В середине 1995 года, в США продажи замедлились, правительство грозило ввести пошлины на японские автомобили премиум класса ввиду увеличения торгового дефицита, потенциально повысившего цену модели с максимальной комплектацией до 100 000 долларов. После переговоров, санкции не были применены, объёмы продаж восстановились. В итоге, продажи второго поколения LS 400 были не столь объёмными как у оригинальной модели. Продано приблизительно 114 000 единиц.
Производство UCF20 продолжалось с октября 1994 по июль 1997 года. В 1997 году была выпущена ограниченная серия «Coach Edition» LS 400 в сотрудничестве с американским производителем Coach Inc., в количестве 2500 единиц.

### 1997—2000

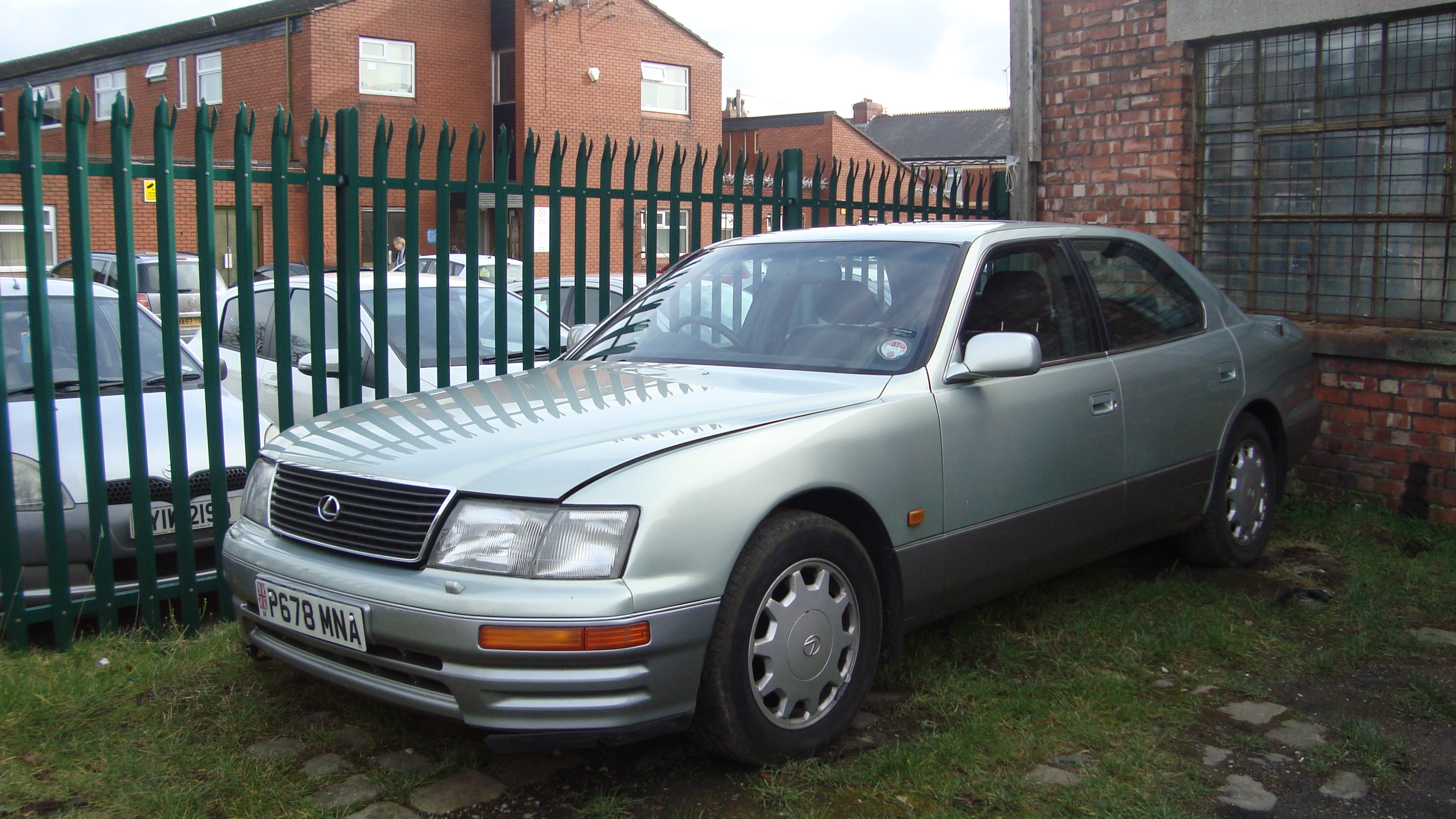
Lexus LS 400 (1997, Англия)

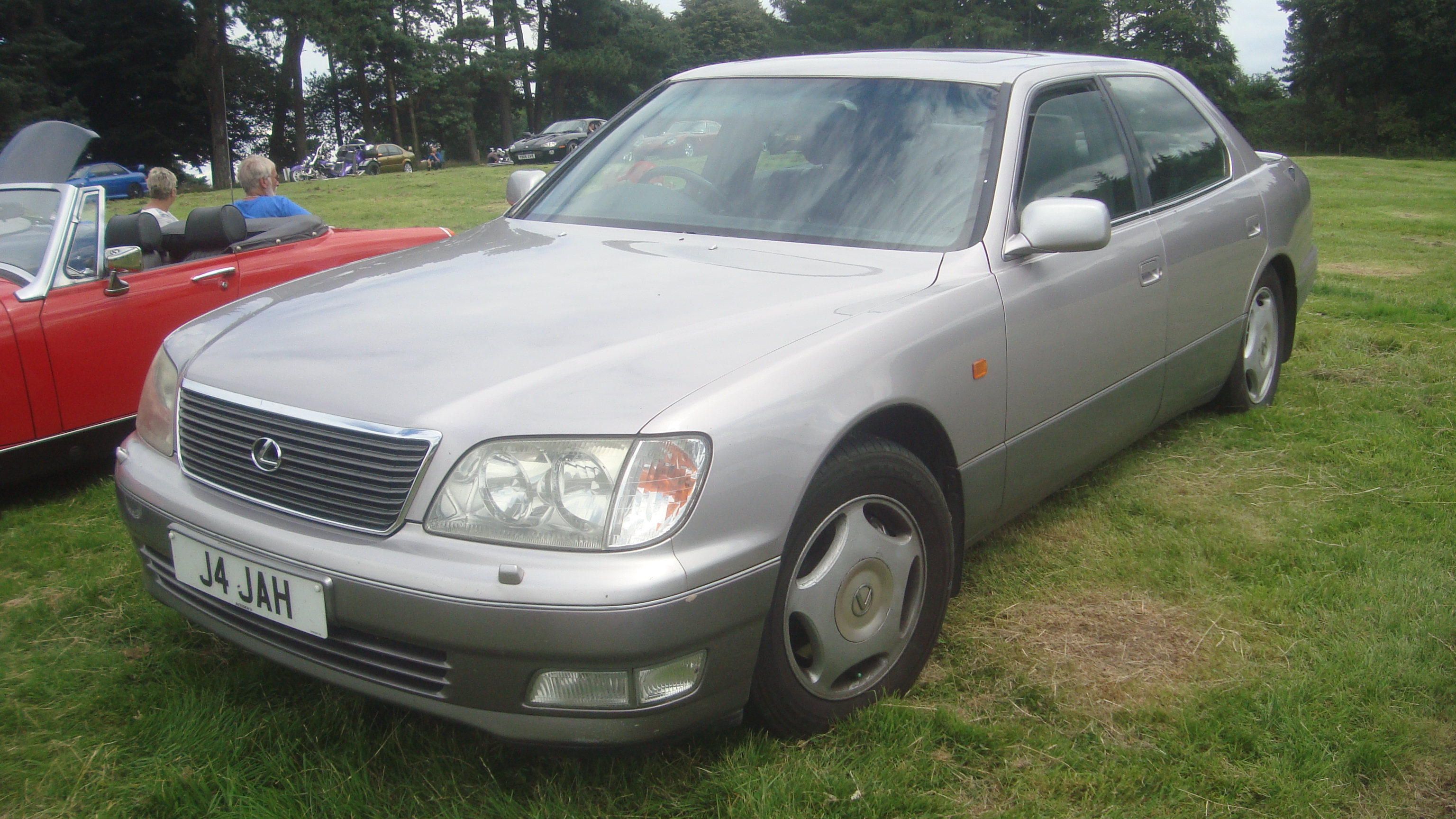
Lexus LS 400 1998

Обновлённый в 1996 году, в сентябре 1997 года LS 400 появился как 1998 модельный год. Изменения включали 5-ступенчатую автоматическую трансмиссию, двигатель увеличенной мощности (до 290 л. с. (216 кВт), с изменяемыми фазами газораспределения (VVT-i), и дополнительными 41 Нм крутящего момента. Новые трансмиссия и двигатель позволили улучшить время разгона и сохранить экономичность потребления топлива. Подвеска и рулевое управление также получили небольшие изменения. Внешне на автомобиле обновились передний бампер, боковые зеркала и диски, сзади радиоантенна сменилась на электрическую телескопическую. Внутри появился маршрутный компьютер, убирающиеся задние подголовники, лампы для чтения, тонированные от ультрафиолетового излучения стекла, климат-контроль получил регулировку фильтрации связанную с датчиком смога.
В августе 1997 года, первый серийный адаптивный круиз-контроль на автомобиль Toyota был представлен на версии Celsior (для внутреннего рынка Японии). Система контролировала скорость только за счёт управления дроссельной заслонкой и понижением передач, но не тормозами. Из-за ограничений лазера, система отключалась в плохую погоду.
Навигационная система с носителем на CD-ROM была опцией в США. Добавлены функции безопасности: передние боковые подушки безопасности, контроль устойчивости автомобиля и система экстренного торможения. В феврале 2000 года, ограниченная серия «Platinum Series» LS 400 с отдельными цветами кузова, колесами и шильдиками была представлена на Чикагском автосалоне в сотрудничестве с American Express.

## Третье поколение (XF30)

### 2000—2003
Lexus LS 430 (UCF30) третьего поколения был представлен на Североамериканском международном автосалоне в январе 2000 года как модель 2001 года, с новым дизайном кузова, новым интерьером и технологическими особенностями.
Это был первый Lexus на американском рынке с системой адаптивного (автономного) круиз-контроля (англ. Dynamic Laser Cruise Control). В этой системе для уменьшения скорости, в отличие от предыдущего поколения Celsior, непосредственно активируются тормоза. Однако, система также не работала в плохую погоду.

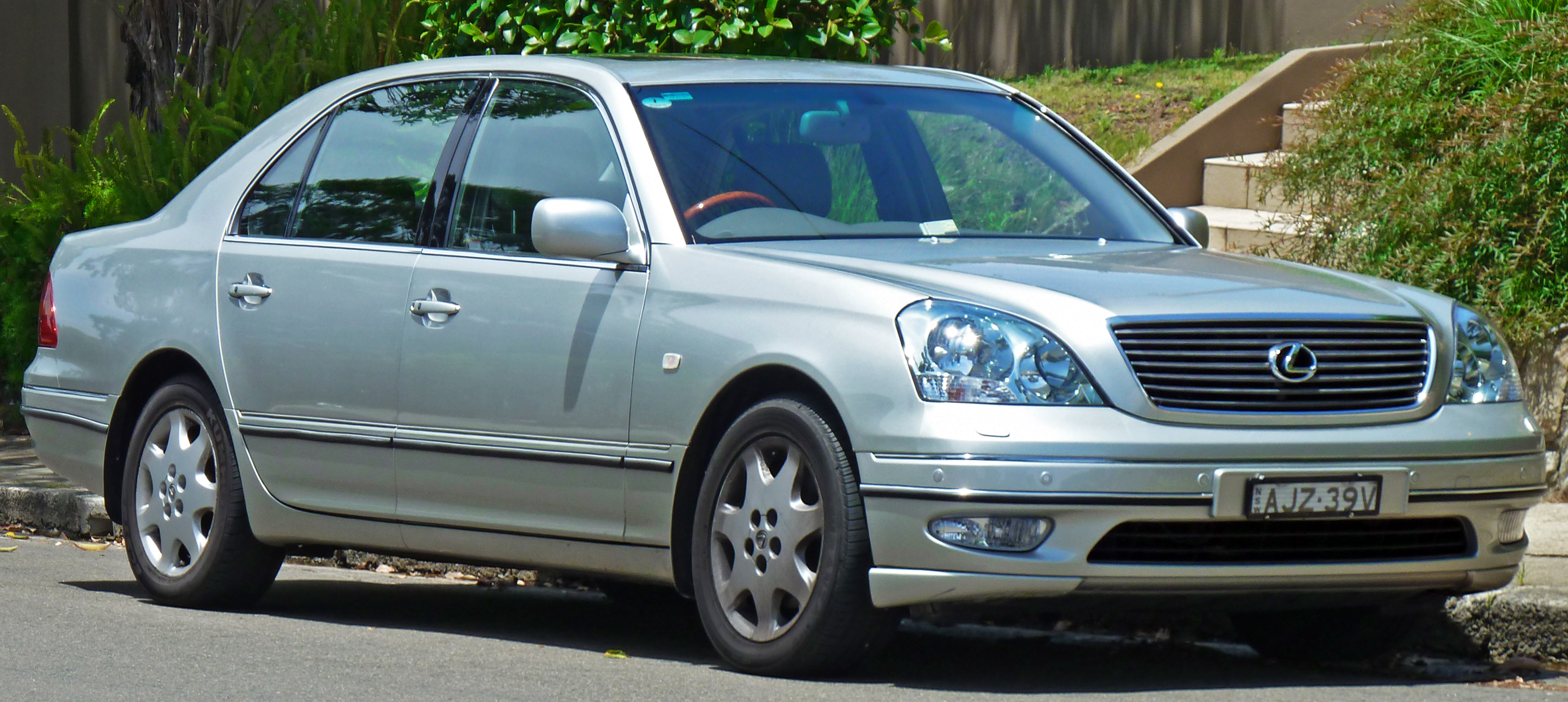
Lexus LS 430 UCF30R (2000—2003, Австралия)

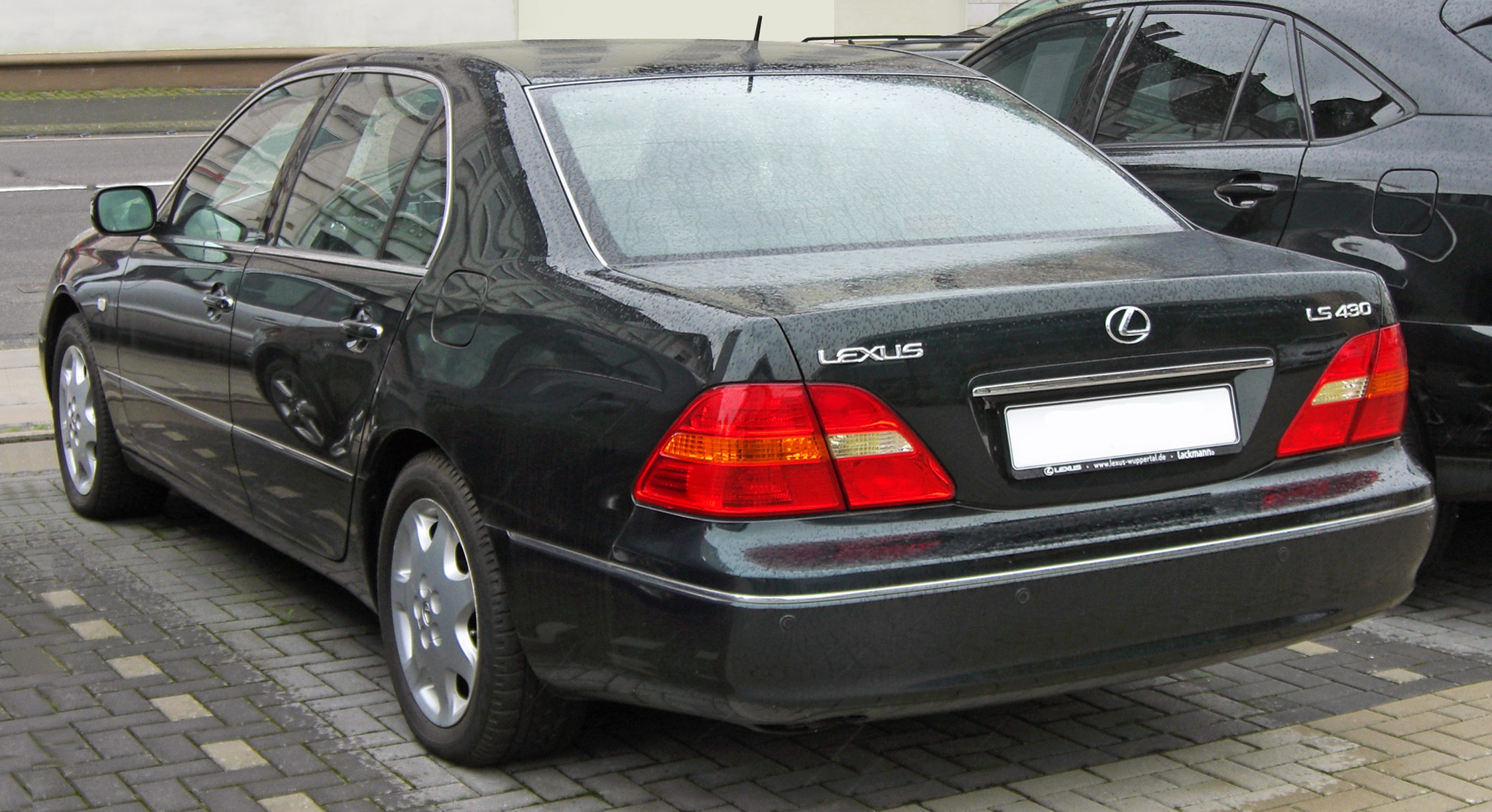
Lexus LS 430 UCF30 (2000—2003, Европа)

Седан оснащался новым 4,3-литровым двигателем 3UZ-FE мощностью 290 л. с. (216 кВт) и с 434 Нм крутящего момента. LS 430 был одним из первых автомобилей с бензиновым двигателем V8, сертифицированный как транспортное средство с ультра-низким уровнем выбросов (ULEV). Стандартная подвеска была полностью переработана, на все четыре колеса устанавливалась двух-рычажная подвеска, впервые была предложена евро-подвеска. Новый электронный блок управления корректирует положение дроссельной заслонки в зависимости от скорости автомобиля, оборотов двигателя и положения педали. LS 430 показывал разгон до 100 км/ч за время 6,7 секунд. Продажи в США стартовали в октябре 2000 года.
Разрабатывая LS 430, инженеры пришли к выводу, что предыдущий рестайлинг LS был слишком сдержанным в своем подходе. Команда, работавшая над LS 430, во главе главным инженером Ясуси Танакой, более тщательно подошла к экстерьеру, интерьеру и технологическим введениям. На разработку LS 430 потребовалось четыре года. Из 16 различных концептов, в декабре 1997 года был утвержден окончательный дизайн (дизайнер Акихиро Нагая), седан с увеличенными габаритами в плане колёсной базы и высоты кузова. Внешне, его отличала решетка с закругленными краями, форточки на задних дверях и округлые трапециевидные фары. Кузов также стал более аэродинамичным, в отличие от предыдущих седанов LS (Cd 0,26; 0,25 с пневмоподвеской), и является результатом испытаний в аэродинамической трубе в помещении, используемом для разработок поезда Shinkansen. Увеличение колёсной базы на 76 мм привело к увеличению внутреннего объёма и расположению двигателя дальше для лучшего распределения массы. Багажник был увеличен на треть из-за изменения положения топливного бака.
По сравнению с предыдущими поколениями, LS 430 включил большее число модификаций и комплектаций. При этом остались одинаковые формы кузова, варианты шасси и бортового оснащения. Модели со спортивной европодвеской, продавались в США как пакет «Touring», с большими, скоростными тормозами. Эти тормоза были стандартными среди моделей на европейском рынке. Модели в максимальной комплектации с регулируемой по высоте пневматической подвеской, настроенной на сочетание мягкости хода и управляемости, продавались в США, как «Ultra Luxury».

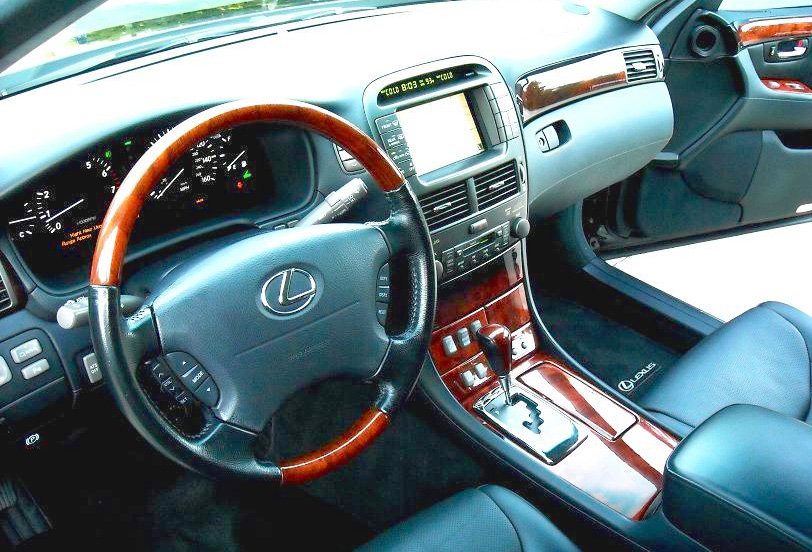
Интерьер Lexus LS 430 (UCF30)

Интерьер LS 430 имеет кожаную обивку и деревянные включения под грецкий орех на приборной панели и в верхней части дверных карт
Навигационная система GPS была полностью переработана, на консоли устанавливался жидкокристаллический дисплей с сенсорным экраном в качестве интерфейса. Это был первый LS с голосовым управлением и навигацией с носителем на DVD-дисках (вместо CD-ROM).
Устанавливаемая звуковая система — система Mark Levinson премиум-класса. В максимальную комплектацию LS 430 входят телематика Lexus Link, автоматические двери, доводчик багажника, подогрев и охлаждение передних сидений, массаж задних сидений, аудиоконтроль, стеклоподъёмники, солнцезащитные козырьки, холодильник и воздухоочиститель. Несколько опций для задних сидений, доступных для LS 430 и ранее были доступны на японском рынке представительских автомобилей. В систему безопасности LS 430 были добавлены передние и задние боковые подушки безопасности, парктроник, датчик дождя и электронная система распределения тормозных усилий. Автомобиль также получил водоотталкивающее лобовое и боковые стекла

LS 430 поступили в продажу в США с начальной базовой стоимостью в 55 000 долларов США, и до 70 000 долларов США за полностью оборудованный автомобиль. Продажи LS 430 превзошли предыдущее поколение, а производство превысило 140 000 единиц. LS 430 выпускался до июля 2006 года. В Японии, аналогичный Toyota Celsior продавался с августа 2000 по март 2006 года.

### 2003—2006

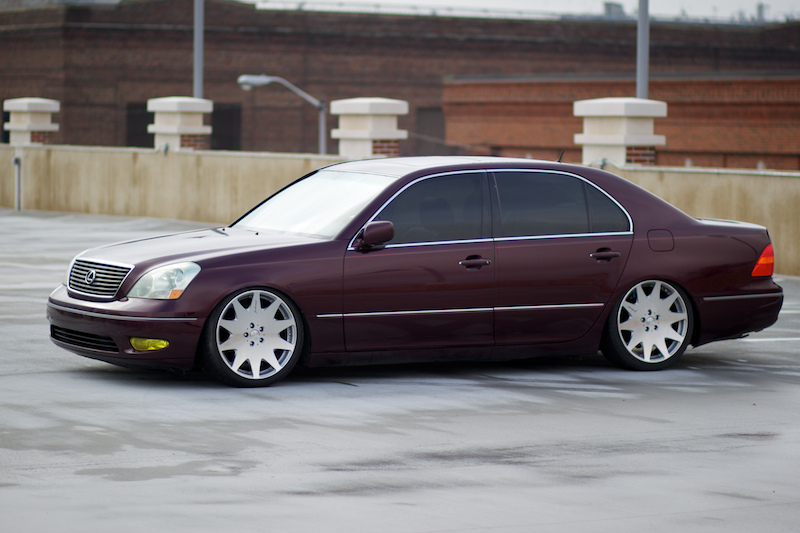
Lexus LS 430

Разработанный в 2002 году, обновленный LS 430 дебютировал в сентябре 2003 года как модель 2004 года.
Впервые, совместно с новой динамической системой круиз-контроля (англ. Dynamic RADAR Cruise Control), был установлен радар-датчик (вместо прежнего лидара), способный работать в любых погодных условиях. Миллиметровые волны радар-технологии также обеспечивали работу системы предварительного столкновения (англ. Pre-Collision System (PCS), с частичным автономным торможением только на версии для внутреннего японского рынка Toyota Celsior). В 2004 году дополнительно появился «низкоскоростной режим отслеживания». Это был второй режим, предупреждающий водителя, если автомобиль впереди остановился и обеспечивающий торможение.
Появилась новая шести-ступенчатая автоматическая трансмиссия, а также был обновлен дизайн. Двигатель остался прежним. Внешние изменения включили светодиодные (LED) задние фонари и другие колеса. Адаптивные фары поворачивали проектор в сторону поворота рулевого колеса автомобиля.

Внутри появились коленные подушки безопасности, подсветка задних сидений и деревянная кленовая отделка птичий глаз. Среди опций появилась обновленная навигационная система, Bluetooth, задняя камера. Программируемый водителем электронный ключ позволял автомобилю обнаружить брелок в кармане владельца и разблокировать двери касанием.

## Четвёртое поколение (USF40)

### 2006—2009
История четвёртого поколения LS началась в 2001 году, в процессе проектирования под руководством Йо Хируты с 2002 по 2004 годы, когда выпуск в окончательном дизайне был заморожен. В октябре 2005 года на Токийском автосалоне Lexus представил дизель-электрический гибридный концепт-кар, LF-Sh (англ. Lexus Future-Sedan hybrid). Представленное в январе 2006 года на Североамериканском международном автосалоне четвёртое поколение Lexus LS стало первой моделью Lexus, выпускавшейся в стандартной версии и версии с длинной колёсной базой. При полностью новой платформе, LS 460 (USF40) имеет стандартную колёсную базу 2969 мм, а LS 460 L (USF41) — удлиненную базу до 3091 мм. Технические характеристики моделей четвёртого поколения были представлены более подробно на Женевском автосалоне в феврале 2006 года. Гибридная версия, LS 600h L (UVF46), была показана на Нью-Йоркском международном автосалоне в апреле 2006 года. С появлением в 2006 году, он стал автомобилем года в Японии второй раз.

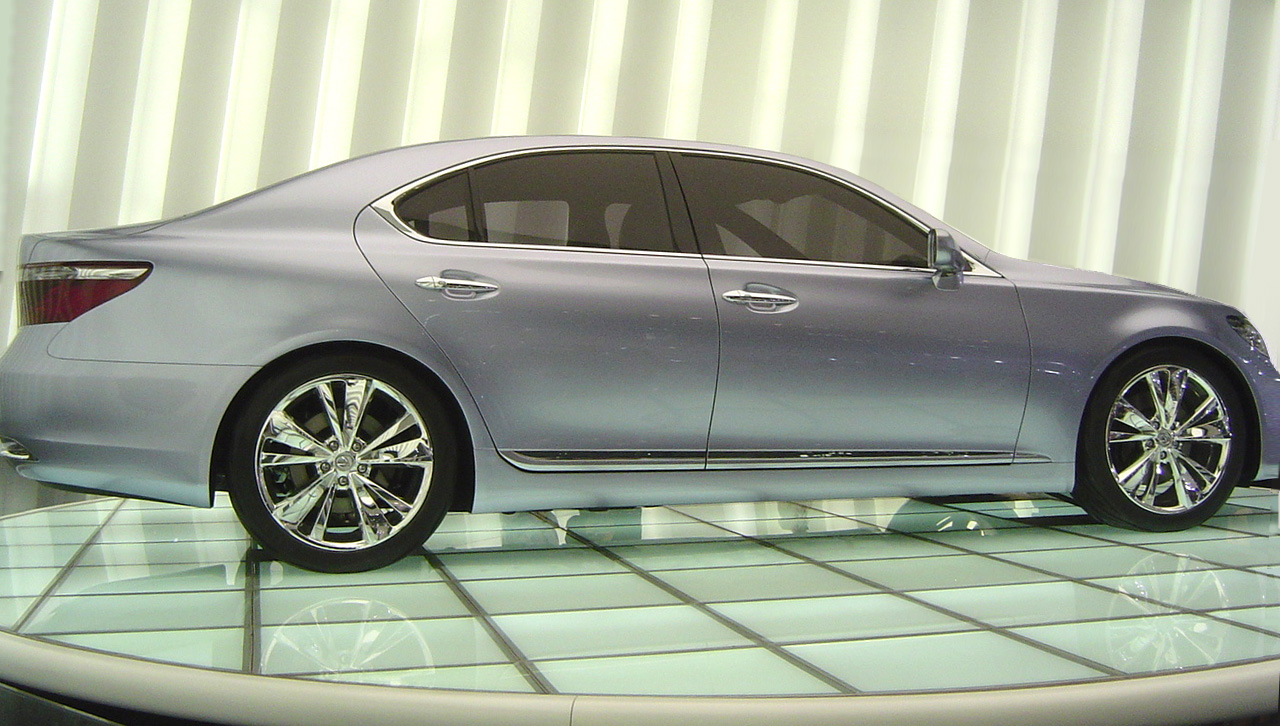
Концепт Lexus LF-Sh на Токийском автосалоне

LS 460 и LS 460 L оснащались новым 4,6-литровым двигателем 1UR-FSE конфигурации V8, мощностью 380 л. с. (283 кВт) и крутящим моментом 498 Нм, в сочетании с первой серийной восьми-ступенчатой автоматической коробкой передач. Время разгона до 100 км/ч составило 5,7 секунды.
Главным инженером LS 460 был назначен Моритака Ёсида, а новый автомобиль получил, в значительной степени, ориентирование на глобальный рынок.

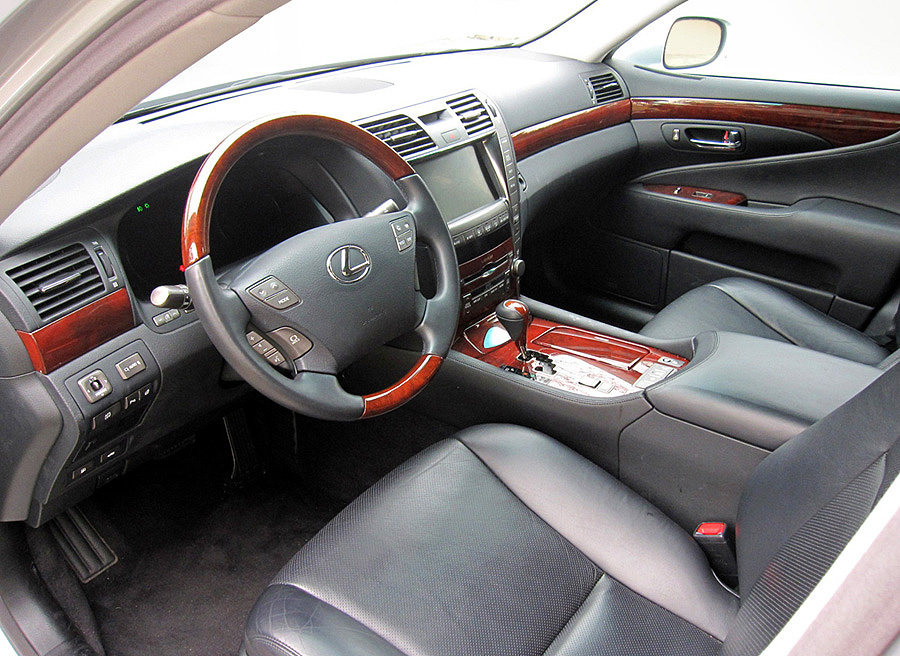
Интерьер LS 460 (USF40, 2006—2009)

В интерьере LS 460 появился запуск с кнопки, тонкопленочный транзисторный дисплей, и многочисленные опции, включая жесткий диск для навигационной системы GPS и фонотеки, подогрев рулевого колеса. Стандартная комплектация включала электрические 16-позиционное водительское и 12-позиционное переднее пассажирское сидения с поясничной регулировкой и подогревом сидений, кожаную обивку, аудиосистему, электропривод люка, и лыжный люк. Автоматическое управление климатом основано на работе инфракрасных датчиков температуры в автомобиле, так же имеется система HVAC. Пакет «Executive» на LS 460 L включает DVD-проигрыватель для задних пассажиров, поворотный стол-поднос, и шиацу-массажное сиденье.

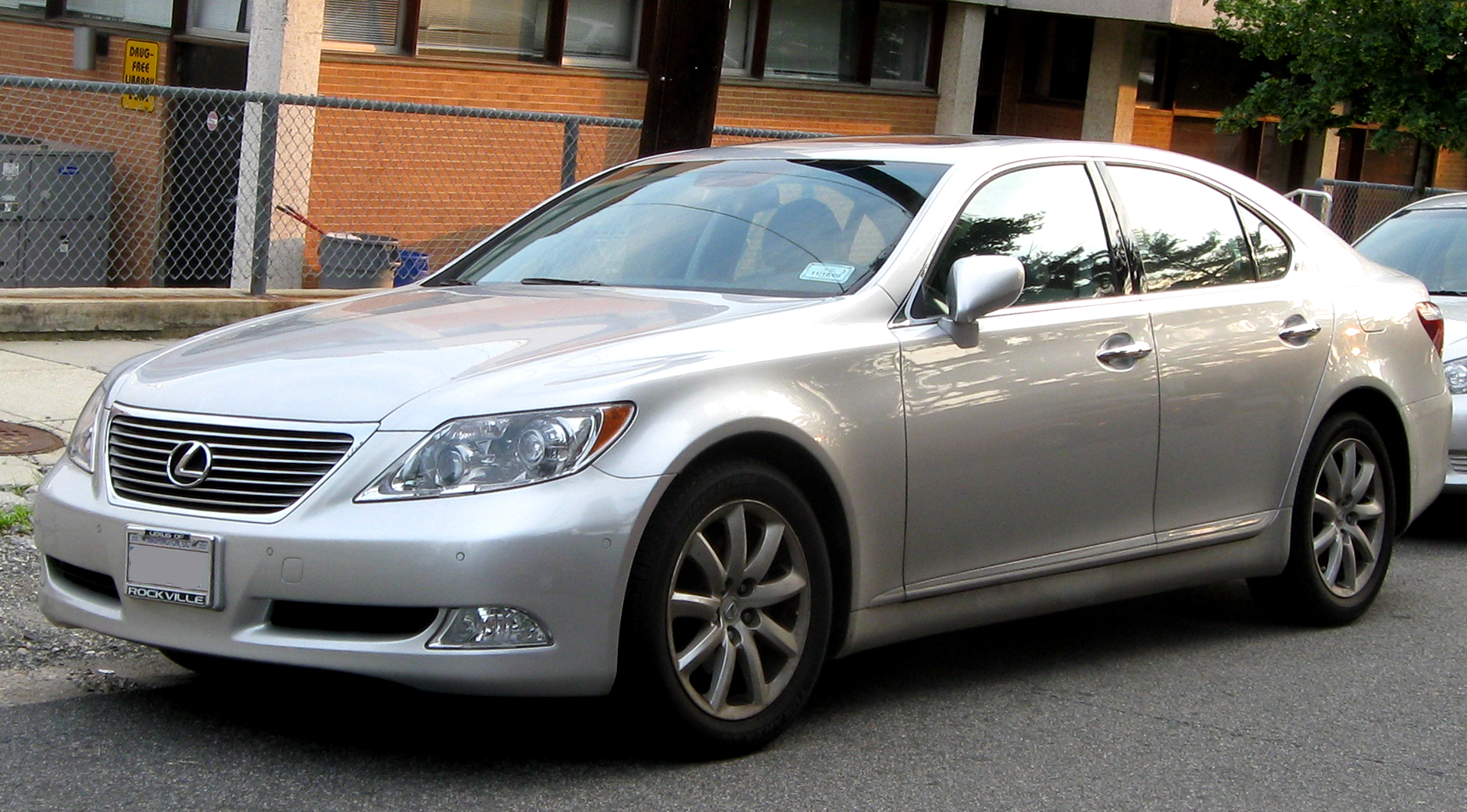
Lexus LS 460 (USF40, 2006)

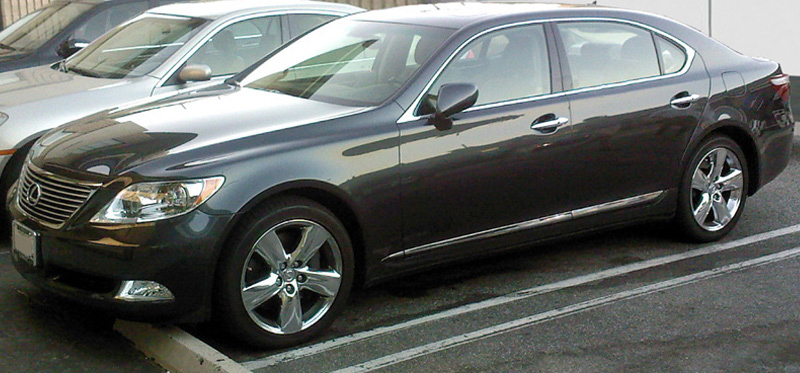
Lexus LS 460 L (USF41, 2008)

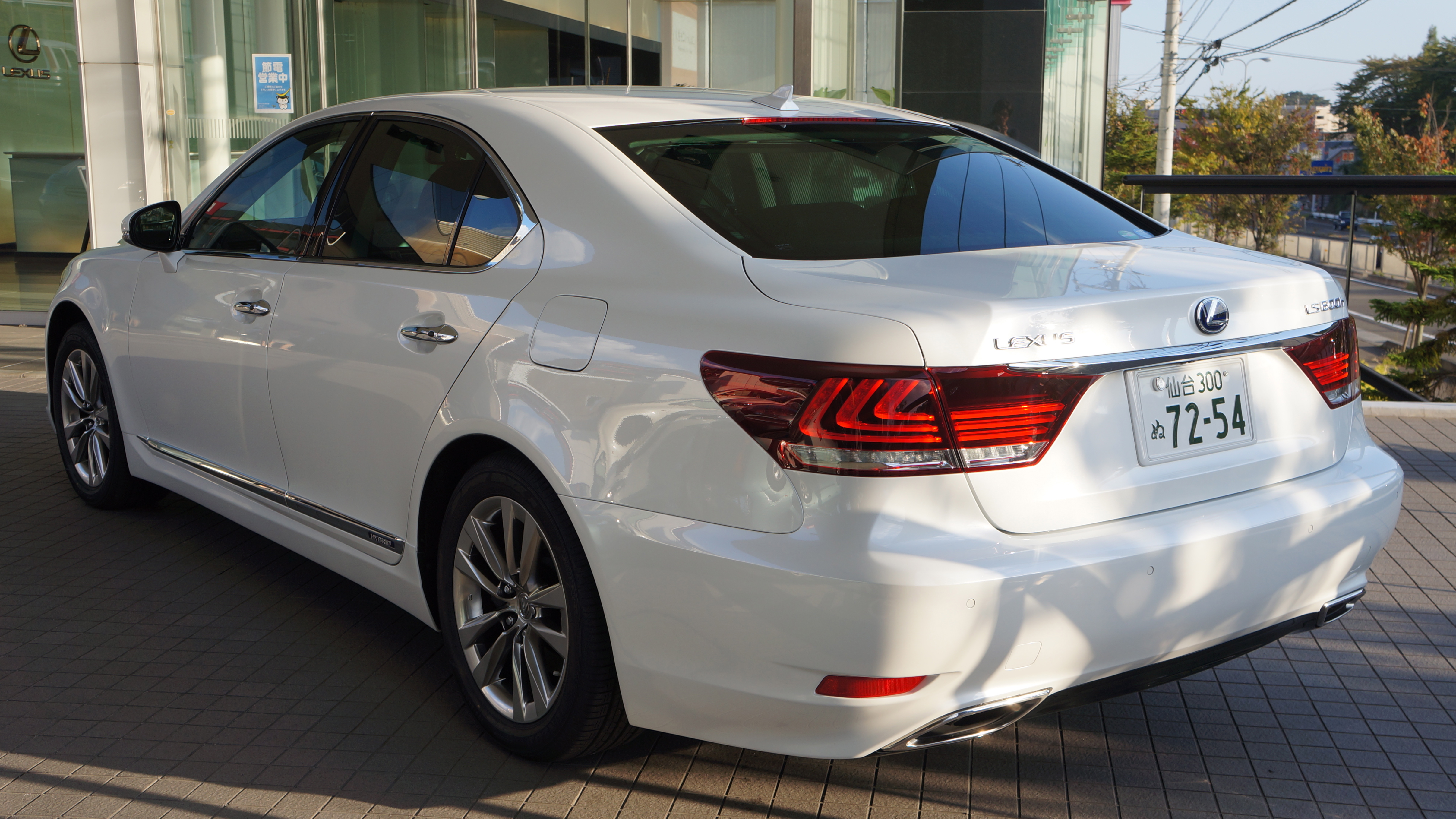
Lexus LS 600h (UVF45, 2012)

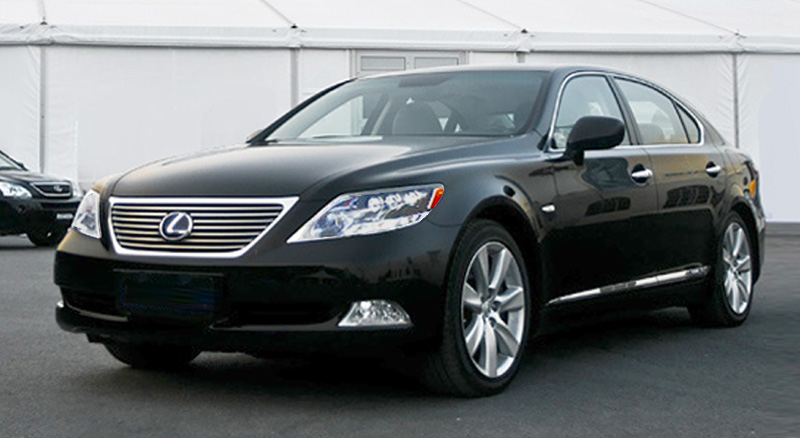
Lexus LS 600h L (UVF46)

Это поколение LS впервые получило адаптивную подвеску AVS, а также, первую в своем роде для США, интеллектуальную систему помощи при парковке, которая не предлагалась другими автопроизводителями. Другим помощником стала удерживающая тормоз система, система круиз-контроля, электрический усилитель рулевого управления и электронное управление торможением. Также была улучшена и система контроля устойчивости (VDIM). В набор новых функций безопасности была включена система предупреждения о сходе с полосы движения. Первая серийная система предупреждения о столкновении обрабатывает изображение, и способно идентифицировать транспортные средства и пешеходов в реальном времени, наряду с радарами, стерео-камерами и инфракрасными проекторами ночного видения. Появившаяся система предупреждения столкновений сзади включила активные подголовники сидений и двухкамерные передние подушки безопасности.
LS 460 и LS 460 L появились в дилерских центрах Японии, США и Европы в конце 2006 года, и в Австралии, Восточной Азии и на Ближнем Востоке в 2007 году. В США стоимость базовая стоимость LS 460 и LS 460 L как моделей 2007 года составила 61000 и 71000 долларов соответственно. В 2006 и 2007 годах, средняя стоимость седана LS 460 L на американском рынке превысила 80 000 долларов, главным образом, вследствие добавления пакетов опций.
После дебюта в 2005 году гибридного концепта LF-Sh, в мае 2007 года Lexus начал продажи LS 600h L (UVF46), первого серийного гибридного автомобиля с двигателем V8, как модель 2008 года. Длиннобазный LS 600h L получил гибридный привод Lexus с 5-литровым двигателем 2UR-FSE конфигурации V8 в паре с мощным электродвигателем на никель-металл-гидридных аккумуляторах. Эта система использует бесступенчатую трансмиссию и имеет мощность 439 л. с. (327 кВт). Экономия топлива немного выше, чем у маломощных не-гибридных LS и гибридов, выполнявших американский стандарт SULEV. Особенности, характерные для гибридов LS включают светодиодные фары, кожаную отделку панели и собственный шильдик. В апреле 2007 года, Lexus объявил, что базовая стоимость на LS 600h L составит более 104 000 долларов, что превышает стоимость Toyota Century, оборудованного двигателем V12, и являющегося самым дорогим японским представительским автомобилем из когда-либо выпускавшихся. Версия со стандартной колесной базой, предназначенная для Азии и Европы, LS 600h (UVF45), впервые появилась в Японии в мае 2007 года. Первая сотня седанов LS 600h L, проданных в США, предлагалась как модель «Launch Edition» через каталог Неймана Маркуса для членов InCircle.
В 2008 году на Московском международном автосалоне были представлены полноприводные версии не-гибридных LS 460 (USF45) и LS 460 L (USF46). Также в 2008 году была представлена и выпущена в количестве 50 единиц серия LS 600h L «Pebble Beach Edition».

### 2009—2012
Дебютировав в 2009 году в качестве автомобилей 2010 модельного года, обновленные LS 460 и LS 460 L получили рестайлинговый кузов, боковые зеркала и указатели поворота, и новый дизайн колесных дисков. Среди новых технологий появились автоматические фары дальнего света и само-восстанавливающийся лак, применяющийся при покраске кузова. Стандартный салон получил дополнительную хромированную отделку, опционально систему DVD, а на некоторых рынках, полностью цифровую приборную панель с возможностью ночного вождения. Появился вариант LS 460 Sport со спортивно-настроенной пневмоподвеской, тормозами Brembo, коваными дисками, подрулевыми лепестками, обвесами и уникальным интерьером. Модель Sport получила спортивную трансмиссию SPDS. Новая программа персонализации интерьера, названная «L-Select», также стала доступной в Японии.

### 2012—2017
Lexus опубликовал официальные фотографии своей рестайлинговой серии XF40 в июле 2012 года. Существенное обновление включают переработанный капот, видоизмененные передние крылья и фары, а также новый бампер. Таким образом, вновь разработанные задние фонари, крышка багажника, и задний бампер были лишь частично изменены. Впервые будет предложен вариант F-Sport. Технология Nanoe используется в системе кондиционирования воздуха, где 20-50 нм ионов связываются с молекулами воды.
Компания Lexus вела разработку флагманского седана следующего поколения, в 2016 году появились первые его прототипы.

## Пятое поколение (XF50)
Модель LS пятого поколения дебютировала в январе 2017 года на Североамериканском международном автосалоне в Детройте. На новый LS 500 впервые стал устанавливаться двигатель V6. 3,5-литровый двигатель с двойным турбонаддувом развивает мощность 421 л. с. и крутящий момент 600 Нм. Двигатель, в паре с 10-ступенчатым автоматом разгоняют автомобиль с системой заднего привода до 100 км/ч за 4,5 секунды. Его производство стартовало в сентябре 2017 года, а в конце 2017 начались продажи.

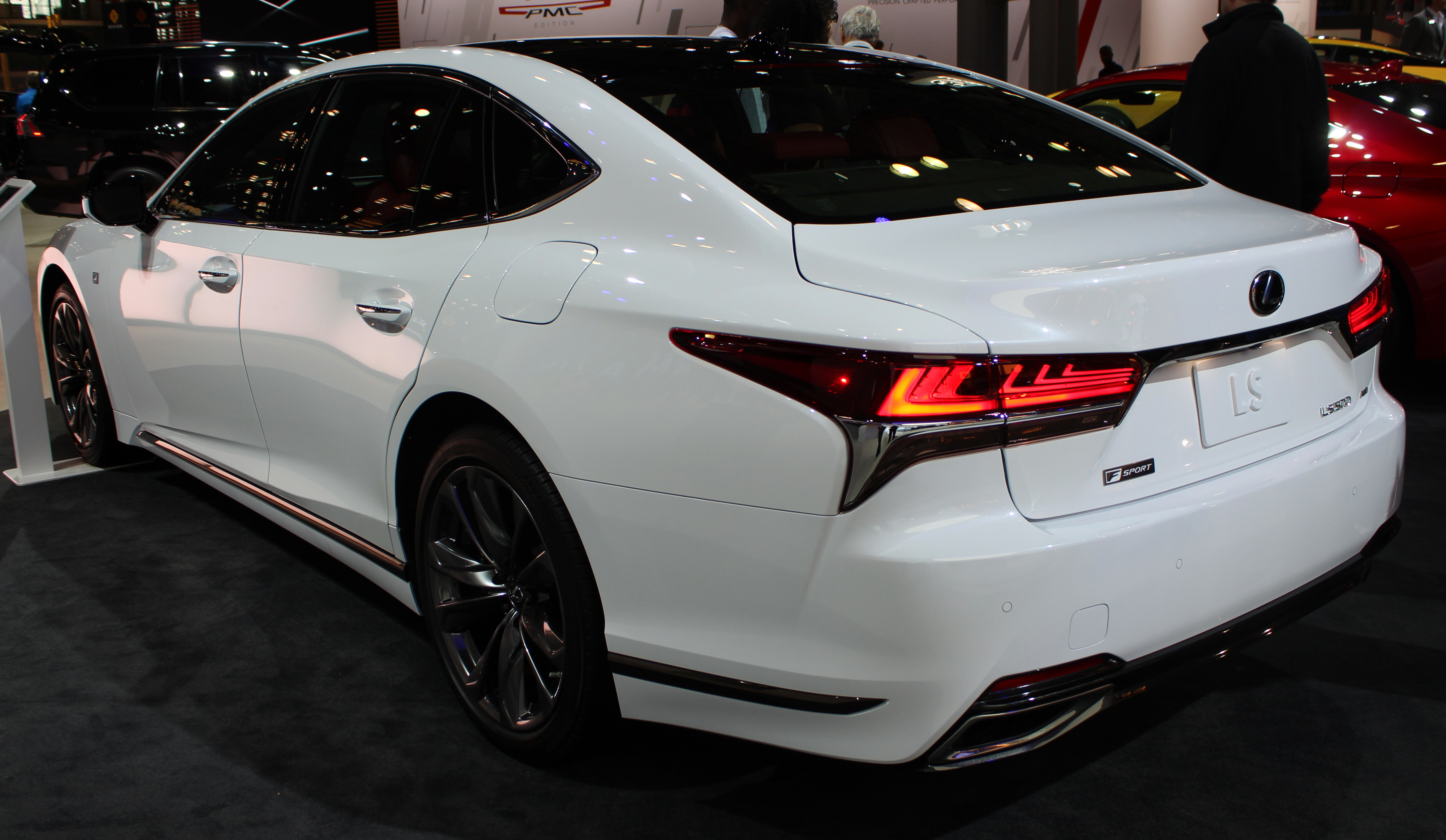
Lexus LS500, вид сзади (2019)

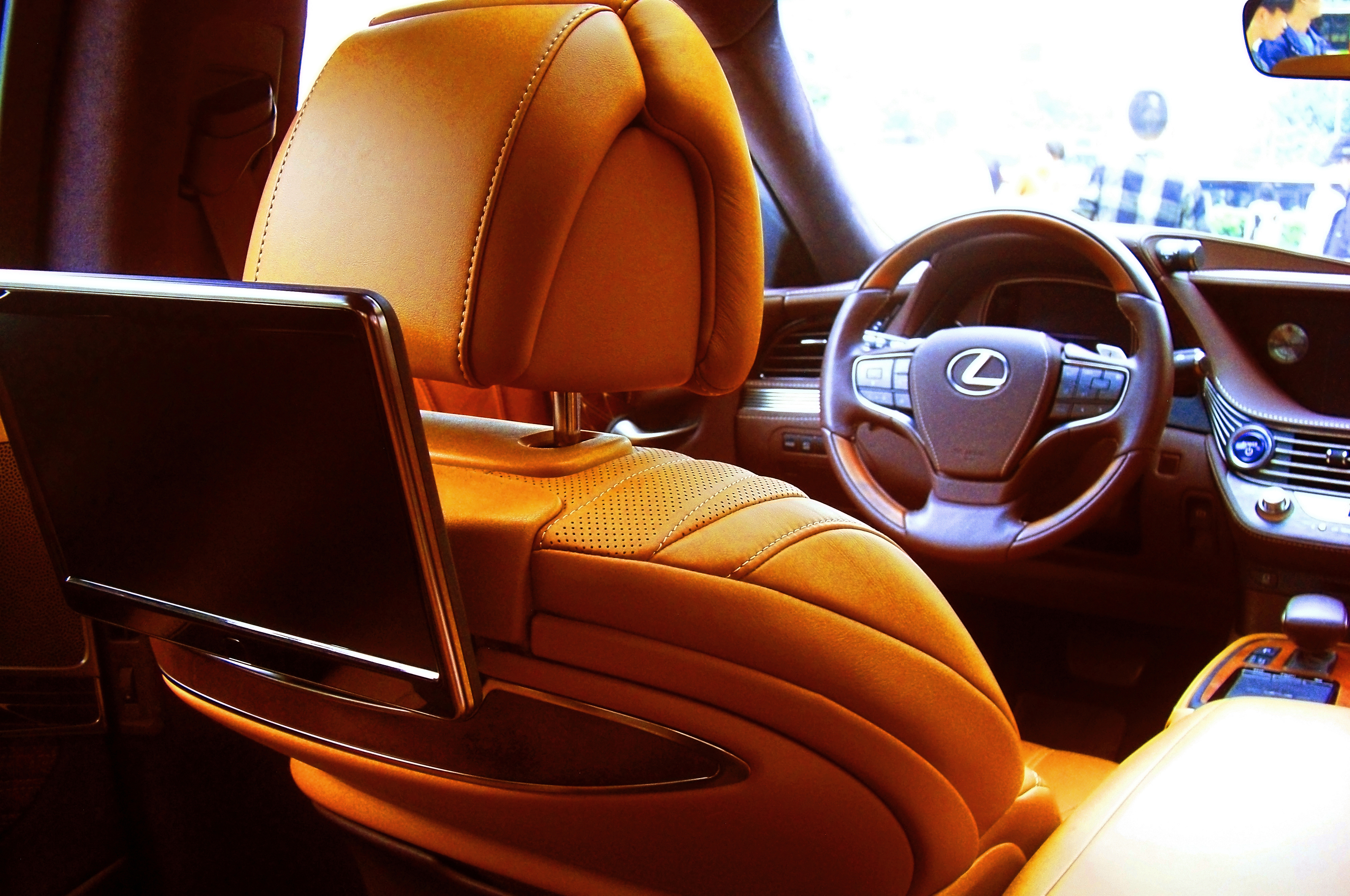
Интерьер Lexus LS500h

LS пятого поколения объемную аудиосистему Mark Levinson со встроенными в потолок массивными динамиками. Наряду с 12,3-дюймовым центральным дисплеем, автомобиль оснащался дополнительно 24-дюймовым цветным индикатором на лобовом стекле. Модели LS 500h (GVF50/55) оснащались гибридным силовым агрегатом нового поколения (англ. Lexus Multi Stage Hybrid System), где используется литий-ионная батарея, а не никель-металл-гидридная (NiMH) батарея, которая использовалась в предыдущем LS 600h.
Система автономного экстренного торможения автомобиля Lexus Safety System+ 2.0 вошла в стандартную комплектацию. Доступен и расширенный пакет безопасности, Lexus CoDrive, обеспечивающий активную помощь при повороте который помогает активно управлять автомобилем в случае обнаружения пешехода.
На международных автосалонах в Шэньчжэне, Гонконге и Макао в 2017 году компания Lexus представила LS 350 (GSF50) для китайского рынка, в котором используется атмосферный двигатель 2GR-FKS конфигурации V6 от GS 350, мощностью 318 л. с. (237 кВт) и крутящим моментом 380 Нм. В Гонконге представлена модель с двигателем 8GR-FKS мощностью 311 л. с. (232 кВт) и крутящим моментом 380 Нм.

### После 2020 года
Lexus LS 2020 модельного года подвергся некоторым обновлениям. В подвеске автомобиля были улучшены ходовые качества, управляемость. На 3,5-литровом двигателе V6 обновилась конструкция поршня, позволяющая снизить уровень выбросов, а так же шума холодного двигателя, а гибридный вариант получил обновление аппаратного и программного обеспечения, улучшающих ускорение автомобиля. В интерьере LS были обновлены сидения, зеркала заднего вида, и некоторые варианты кожаной отделки. Интеграция Apple CarPlay, Android Auto и Amazon Alexa для 12,3-дюймовой информационно-развлекательной системы с сенсорным экраном вошли в базовое оснащение. Все модели LS 2021 года оснащаются системой безопасности Lexus Safety System+ 2.0 в стандартной комплектации, а так же системами помощи при смене полосы движения и активной помощи при повороте. В экстерьере автомобиля обновились передняя часть, воздухозаборник, фары, задние фонари и некоторые варианты окраски кузова.

Обновление, появившееся 8 апреля 2021 года, включило систему мониторинга водителя. Она центрирует автомобиль в полосе движения, поддерживает дистанцию по отношению к другим транспортным средствам, помогает менять полосу движения и обгонять другие транспортные средства. Имеется так же интеллектуальная система помощи при парковке.

## Производство
Lexus LS стабильно, начиная с 1989 года, производят на специальных сборочных линиях Lexus на заводе Toyota в японском городе Тахара. Тахара остается единственной производственной площадкой, имеющей открытую новую линию под номером четыре, специально для сборки оригинального LS 400.
Для Lexus LS на заводе Тахара были разработаны новые и усовершенствованные технологии сборки. LS 400 в 1989 году стал первым автомобилем, получивший при производстве лазерную сварку, позволяющую сваривать сталь без швов. Для того, чтобы не штамповать детали кузова по отдельности, был разработан большой пресс, обрабатывающий большие листы металла. Отдельно устанавливаемые элементы, такие как фары, оборудовались пружинами для более плотного прилегания. На LS 400 инженерами были уменьшены дверные зазоры в половину по сравнению с автомобилями марки Toyota, с 7 до 4 миллиметров, с помощью измерений точностью 0,01 мм; на LS 430 точность была увеличена до 0,001 мм. При переходе производства к LS 460, количество лазерных сварных швов удвоилось
Несмотря на масштабную автоматизацию на заводе Тахара, процесс производства Lexus LS включает в себя ряд специалистов, занятых в ключевые моменты, такие как контроль каждого двигателя с помощью динамометра и стетоскопа для его калибровки перед установкой. С появлением LS 460, в процесс покраски была введена ручная полировка кузова. Стандарты производства, используемые для Lexus LS, в конечном итоге были приняты и заводами-изготовителями других автомобилей; в 2007 году, для сборки малолитражных автомобилей Toyota Corolla использовались та же точность зазоров, что и на LS 400 ещё восемнадцать лет назад.

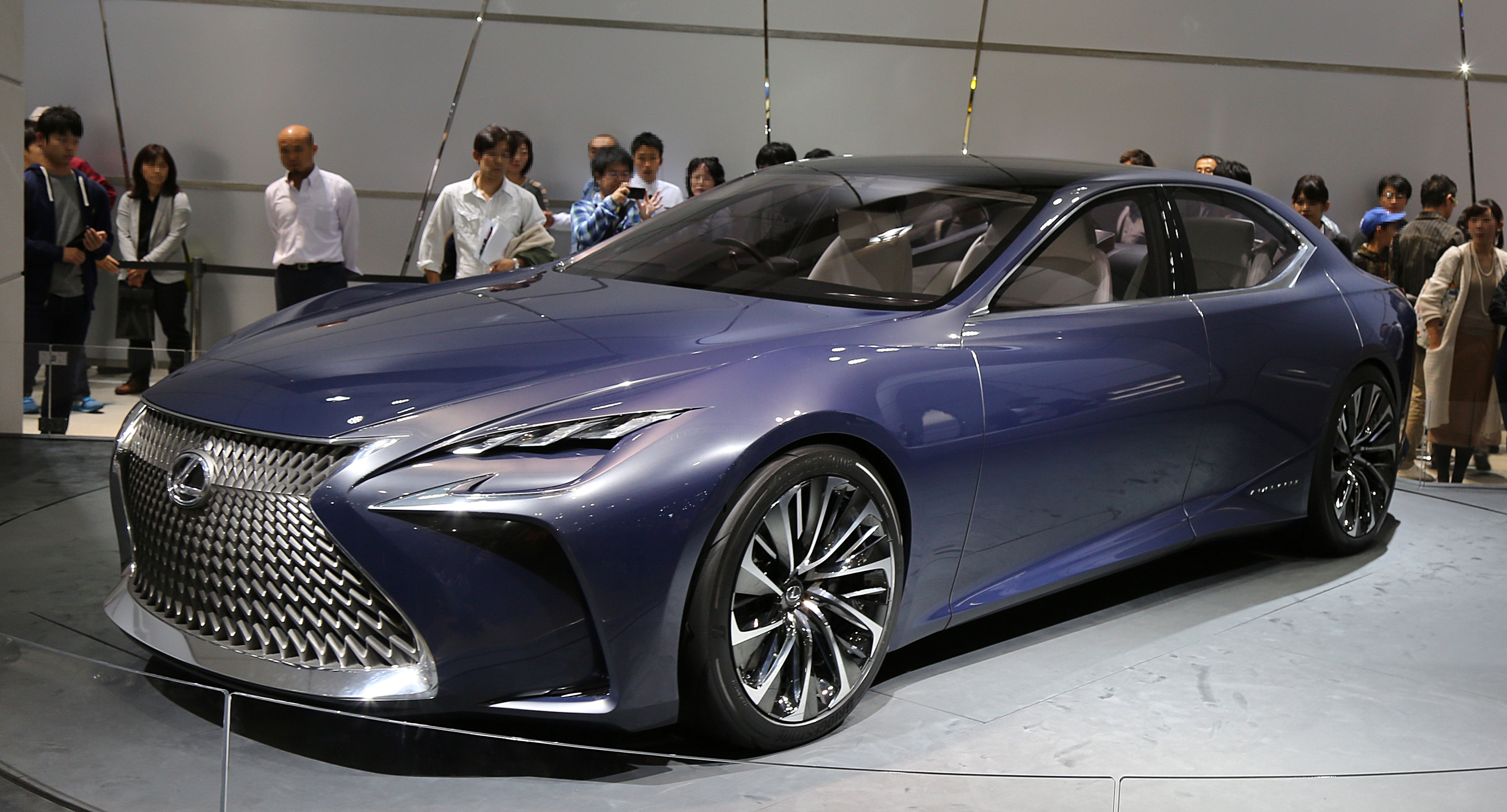
Концепт Lexus LF-FC

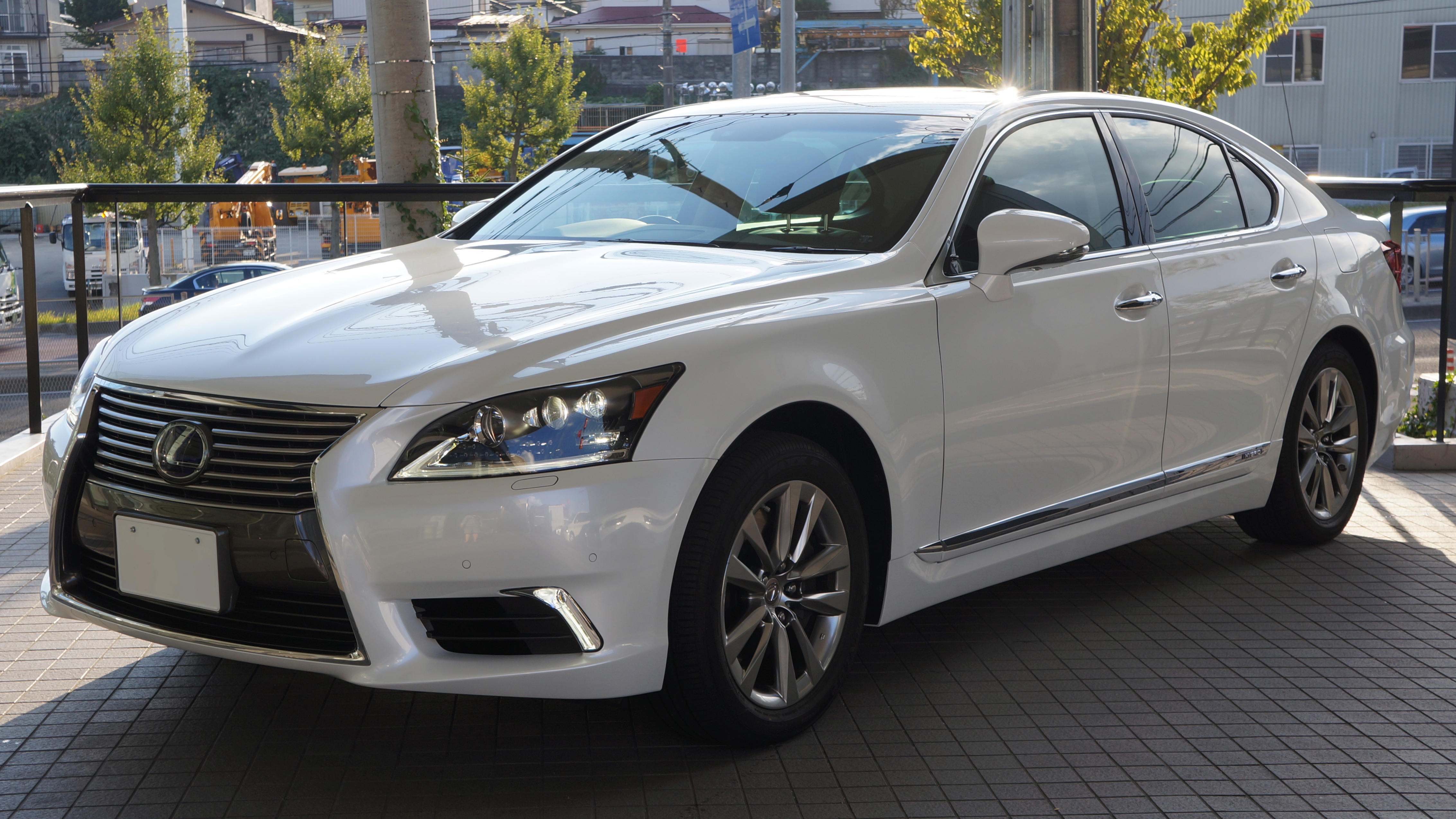
Lexus LS 600h, 2013 (Япония)

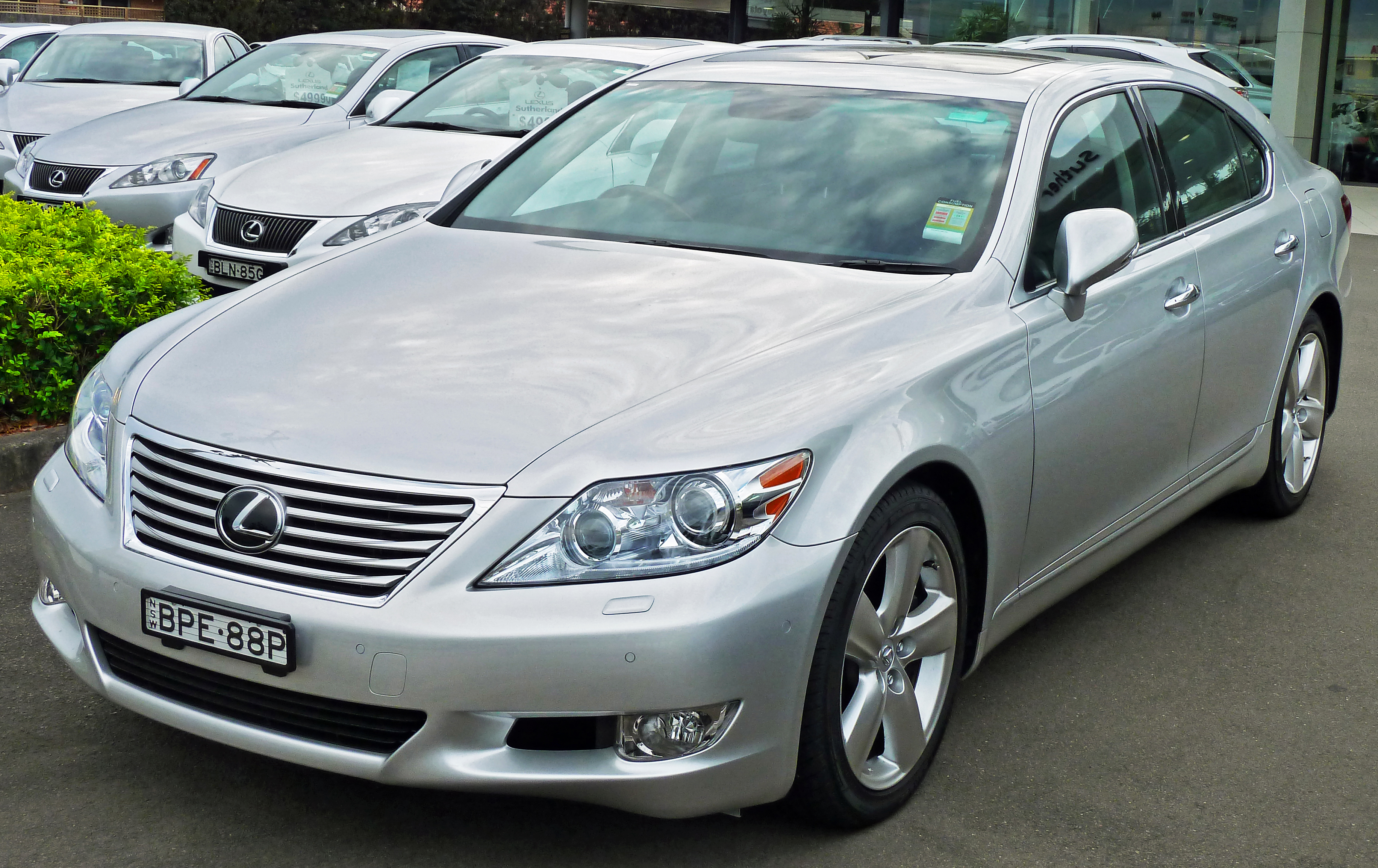
Lexus LS 460, 2010—2011 (USF45, Австралия)

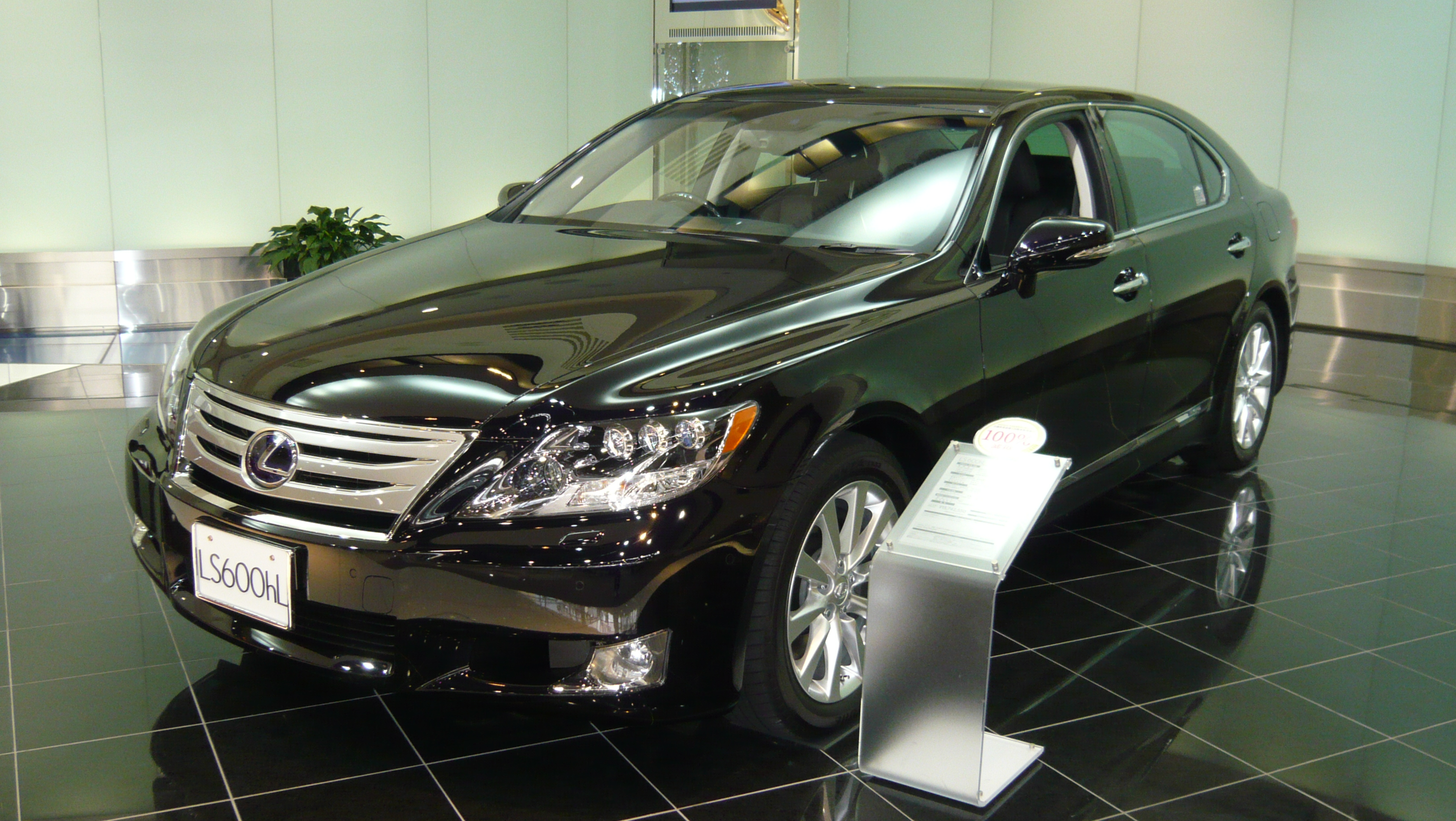
Lexus LS 600h L, 2010 (UVF46, Япония)

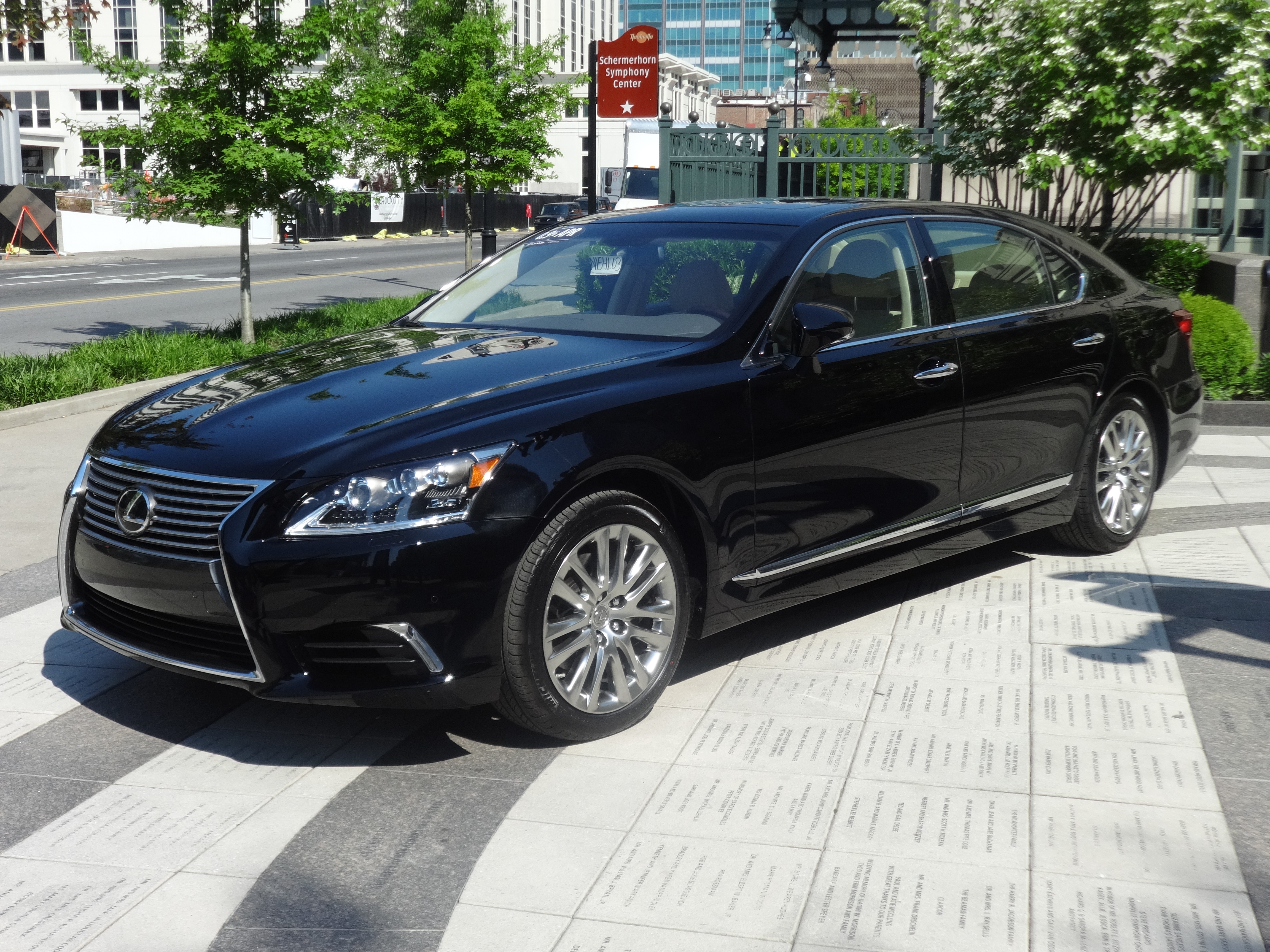
Lexus LS 460 L (США)

## Концепт Lexus LF-FC
Концепт Lexus LF-FC, впервые представленный на Токийском автосалоне 2015 года предвещал следующее поколение флагманского седана LS. Спереди автомобиля выделяется огромная радиаторная решётка, и весь автомобиль в целом имеет агрессивный и угловатый дизайн.

## Продажи и выпуск
На своем крупнейшем рынке, в США, Lexus LS стал самым продаваемым представительским седаном за 15 первых лет после своего дебюта. В Японии, на втором крупнейшем рынке для Lexus LS, появление LS 460 в 2007 году принесло 12 тысяч предзаказов, и Lexus LS в целом продолжал успешно продаваться в своем классе. С глобальным запуском LS 460 в 2007 году, продажи флагмана Lexus росли вне традиционного оплота бренда, США. К 2007 году Lexus LS занимает второе место в мире среди продаваемых флагманских седанов, совместно с 85 500 единицами Mercedes-Benz S-класса, по всему миру было продано 71 760 автомобилей Lexus LS, причем более половины вне рынка США. В 2008 году продажи в США упали на 42 % на фоне мирового кризиса, следуя общему спаду на рынке представительских автомобилей.
Модель редко продавалась в Европе, где Lexus не имел достаточного уровня узнаваемости бренда, и обладал менее развитой дилерской сетью. На европейских рынках, таких как Чехия, Lexus LS по продажам находился за представительскими флагманами Mercedes-Benz, Audi и BMW. Автомобильные аналитики предполагают возможное обоснование несоразмерности продаж, в том, что европейские покупатели делают меньший акцент на надежность автомобиля и имеют большую лояльность к бренду, установленному отечественными марками. Однако, по сравнению с Lexus LS, Mercedes-Benz S-класса занимает второе место по продажам на рынках за пределами Европы, например, в Южной Африке.
| Год  | Общие продажи | Общие продажи | Общее производство‡ |
| Год  | США           | в мире        | Общее производство‡ |
| ---- | ------------- | ------------- | ------------------- |
| 1990 | 42 806        |               | 41 901              |
| 1991 | 36 955        |               | 41 228              |
| 1992 | 32 561        |               | 32 472              |
| 1993 | 23 783        |               | 28 187              |
| 1994 | 22 443        |               | 21 390              |
| 1995 | 23 657        |               | 22 433              |
| 1996 | 22 237        |               | 22 810              |
| 1997 | 19 618        |               | 17 782              |
| 1998 | 20 790        |               | 22 730              |
| 1999 | 16 357        |               | 17 198              |
| 2000 | 15 871        |               | 11 098              |
| 2001 | 31 110        |               | 31 473              |
| 2002 | 26 261        |               | 27 033              |
| 2003 | 23 895        |               | 21 461              |
| 2004 | 32 272        |               | 31 697              |
| 2005 | 26 043        |               | 28 902              |
| 2006 | 19 546        | 34 833        | 30 908‡             |
| 2007 | 35 226        | 71 760        | 72 279‡             |
| 2008 | 20 255        |               | 31 823‡             |
| 2009 | 11 334        |               | 18 369‡             |
| 2010 | 12 275        |               |                     |
| 2011 | 9 568         |               |                     |
| 2012 | 8 345         | 17 578‡       |                     |
| 2013 | 10 727        |               |                     |
| 2014 | 8 559         |               |                     |
| 2015 | 7 165         |               |                     |
| 2016 | 5 514         |               |                     |
| 2017 | 4 094         |               |                     |
| 2018 | 9 302         |               |                     |
| 2019 | 5 528         |               |                     |
| 2020 | 3 617         |               |                     |